# Comète
Pour les articles homonymes, voir Comète (homonymie).

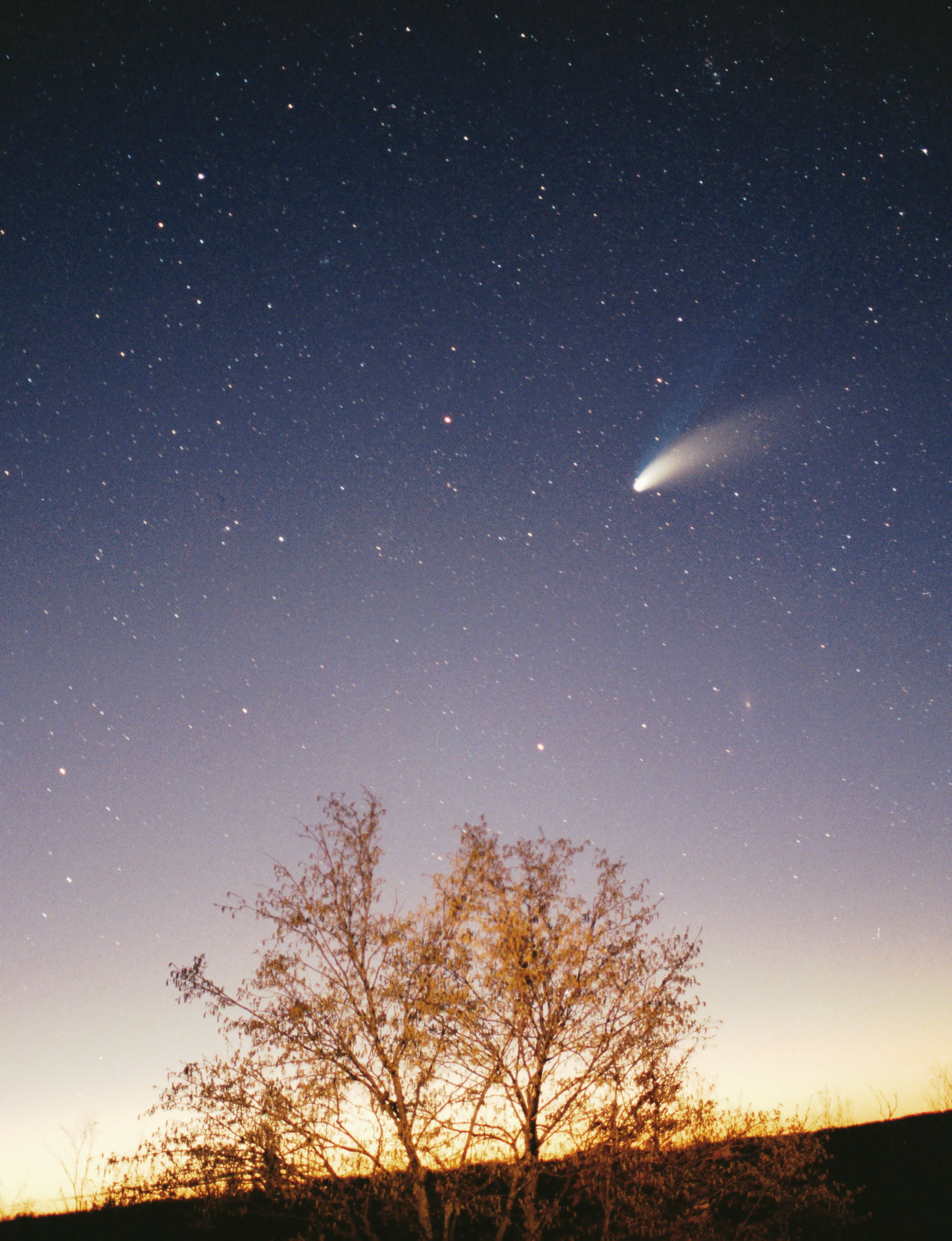
La comète Hale-Bopp en 1997.

Une comète (stylisée en symbole astronomique ) est, en astronomie, un petit corps céleste constitué d'un noyau, mélange de glace et de poussière. Elle peut être en orbite plus ou moins elliptique autour d’une étoile, ce qui l'amène périodiquement près de cet astre, ou au contraire ne s'en approcher qu’une unique fois (par exemple, si elle suit une trajectoire hyperbolique ou si elle se désintègre en passant trop près de l’étoile). Lorsqu'une comète franchit la ligne des glaces, située à environ trois unités astronomiques du Soleil dans le Système solaire, ses substances volatiles (dont la glace d'eau), échauffées par la proximité de l'astre, se subliment et des jets sont expulsés, qui mélangent des gaz et de la poussière entrainée par ceux-ci. La matière éjectée génère une atmosphère ténue autour du noyau (la chevelure ou coma). Soumis à l'action de la pression de rayonnement de l’étoile et du vent stellaire, ces matériaux forment dans le sillage de la comète deux queues de plasma et de poussières longues de plusieurs millions de kilomètres. La chevelure de la comète disparait dès que la comète s'éloigne de l'étoile.
Sur Terre, les comètes sont parfois visibles à l’œil nu de nuit, voire de jour pour les plus brillantes.
Dans le cas des comètes qui orbitent le Soleil, leurs aphélies (point le plus distant d’une orbite héliocentrique) sont généralement situés dans les régions les plus éloignées du Soleil : système solaire externe pour les comètes de la famille de Jupiter et de celle de Halley à une distance comprise entre 5 et 30 unités astronomiques (1 au = 150 millions de kilomètres), et nuage d'Oort pour les comètes à longue période à une distance comprise entre 2 000 et 50 000 (voire 200 000) unités astronomiques du Soleil. Ces objets célestes de petite taille (entre quelques centaines de mètres et quelques dizaines de kilomètres de diamètre) peuvent mettre plusieurs millions d'années pour boucler une orbite. Les astronomes en ont recensés environ 4 600 (2024), mais compte tenu de la durée de la période orbitale de la plupart d'entre eux, il en existe sans doute des millions dans le Système solaire.
En s'approchant de son étoile, une comète est soumise à différentes forces : vent stellaire, pression de rayonnement, forces gravitationnelles des planètes (en particulier des planètes géantes, telle Jupiter dans notre système solaire) ainsi que celle de l'étoile, et forces de réaction produites par l'expulsion des jets de gaz et de poussière, qui rendent souvent son orbite instable à long terme. Peu dense (environ la moitié de la densité de l'eau) et constituée d'un empilement de blocs faiblement liés, une comète peut, sous l'action de ces forces, connaitre une fin prématurée par éclatement ou s'écraser sur une planète, ou encore être expulsée du système solaire si son orbite est quasi parabolique. Dans tous les cas, une comète n'est pas immuable car l'activité qui la caractérise repose sur la présence d'un stock de glace d'eau. Lorsque celui-ci s'est épuisé après un nombre variable de passages près du Soleil, la comète, qui est alors dite éteinte, présente la plupart des caractéristiques d'un astéroïde.
Depuis le début de l'humanité, les comètes, phénomènes célestes à la fois spectaculaires et apparemment aléatoires, ont frappé les esprits, ce qui permet de disposer de témoignages écrits chinois datant de plus de 3 000 ans. Dans les temps anciens, on considérait souvent qu'une telle apparition était le précurseur de cataclysmes. À l'époque moderne, les passages les plus spectaculaires ont déclenché des mouvements de panique liés à la crainte d'une collision avec la Terre. La connaissance de l'orbite et de la nature des comètes émerge grâce aux travaux, entre autres, de Newton et Halley. Ce dernier parvient pour la première fois à prédire en 1705 la date du retour de la comète qui porte son nom. Le noyau cométaire, petit et masqué par la chevelure lorsqu'il est à portée des télescopes, est difficile à observer. Il faut attendre l'ère spatiale pour obtenir des données plus précises dont l'intérêt scientifique est jugé très important : les comètes sont considérées comme des vestiges quasi inaltérés de la formation du système solaire et on leur attribue par ailleurs un rôle clé dans la présence d'eau sur Terre ainsi que dans l'apparition du vivant sur notre planète. Parmi les dix missions spatiales ayant survolé une comète, trois ont permis des avancées scientifiques particulièrement importantes : Giotto réalisent les premières images d'un noyau cométaire, Stardust ramène sur Terre un échantillon de la chevelure d'une comète et Rosetta est la première sonde spatiale (et la seule d'ici la fin de la décennie 2020) à se placer en orbite autour d'une comète, permettant de découvrir l'ensemble du cycle d'activation et d'effectuer un nombre considérable de mesures remettant en question certaines hypothèses scientifiques.

## Étymologie
Le mot comète vient du grec ancien κομήτης ἀστήρ, komếtês astếr, qui signifie « astre chevelu ». Il est employé en ce sens chez Aristote et chez Aratos de Soles dans son poème sur l'astronomie, Les Phénomènes.

## Définition

Diagramme d'Euler situant les comètes parmi les principales catégories d'objets du Système solaire.

Lors de la naissance d'une étoile, la ligne des glaces sépare la région interne du système planétaire (proche du proto-soleil), dans laquelle la température est trop élevée pour que la glace d'eau reste à l'état solide et ne se sublime pas de la région externe où la glace d'eau peut persister. De nos jours et dans notre système solaire, cette ligne se situe à environ trois unités astronomiques du Soleil (au milieu de la ceinture d'astéroïdes). Les petits corps situés à l'extérieur de cette ligne des glaces comprennent une proportion importante de glace d'eau alors que les corps situés en deçà en sont pratiquement dépourvus. L'orbite de la plupart des corps du système solaire est pratiquement circulaire et donc entièrement située soit d'un côté soit de l'autre de cette ligne. Les comètes sont des petits corps constitués d'un agglomérat de poussière et de glace d'eau (et d'autres volatils) qui font exception à cette règle car ils se caractérisent par une orbite elliptique à cheval sur cette ligne. Lorsqu'ils la franchissent en se rapprochant du Soleil, la glace d'eau subit un échauffement, se sublime et est éjectée en entrainant la poussière, formant une queue longue de plusieurs millions de kilomètres. Ce phénomène s'interrompt lorsque la comète s'éloigne du Soleil. Le passage près du Soleil épuisant relativement rapidement le stock de la glace à l'échelle de l'histoire du système solaire, la comète circulait à l'origine en permanence au-delà de la ligne des glaces et était inerte. Son accession au statut de comète résulte d'une modification de son orbite sous l'influence gravitationnelle d'autres corps du système solaire ou de la Galaxie.
Sur le plan de la nomenclature, les comètes sont rangées avec les astéroïdes dans la catégorie des petits corps du système solaire. L'émission périodique de gaz et de poussière et son origine à l'extérieur de la ligne des glaces sont ce qui distingue principalement une comète d'un astéroïde. Mais la découverte relativement récente d'astéroïdes dits actifs orbitant en permanence à l'intérieur de la ligne des glaces et produisant parfois des jets de gaz et de poussière a contribué à brouiller la ligne de démarcation entre ces deux types de petits corps.

## Description
Une comète se compose essentiellement de trois parties : d'une part le noyau solide et d'autre part la chevelure (ou coma) et les queues qui n'apparaissent que lorsque la comète est proche du Soleil. L'ensemble formé par le noyau et la chevelure constitue la tête de la comète.

### Le noyau
Les caractéristiques du noyau cométaire sont difficiles à obtenir. Sa petite taille le rend difficile à observer à grande distance  et lorsqu'il se rapproche de la Terre et que les télescopes terrestres deviennent capables d'obtenir des images ayant une résolution spatiale plus satisfaisante, la chevelure qui l'entoure le masque au moins en partie. Les données dont on dispose reposent en partie sur des modèles théoriques consolidés par la dizaine de missions spatiales ayant pu effectuer des observations in situ du noyau en le survolant ou en se plaçant en orbite (mission Rosetta).

#### Morphologie

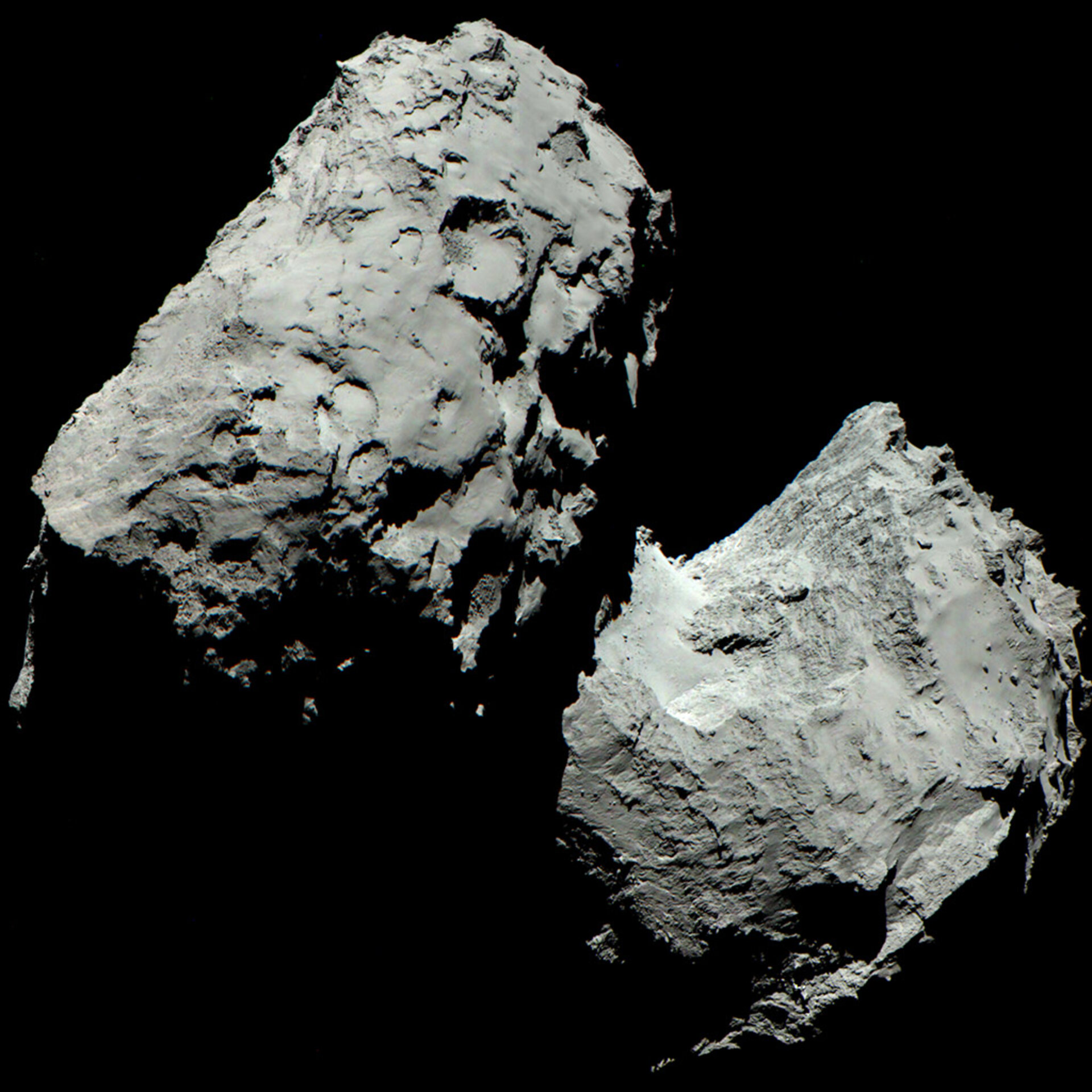
Noyau de la comète 67P/Tchourioumov-Guérassimenko photographié par la sonde spatiale Rosetta de l'Agence spatiale européenne mettant en évidence la forme bilobée et la structure tourmentée de la surface.

Le noyau des comètes est de petite taille. Les 200 comètes dont le noyau a pu être mesuré (à date de 2022) ont un diamètre allant de quelques centaines de mètres à quelques dizaines de kilomètres. Alors que les comètes de la famille de Jupiter ont une taille inférieure à cinq kilomètres, les comètes circulant sur des orbites plus larges (comètes de la famille de Halley et comètes à longue période) ont un diamètre en moyenne plus important. La comète à longue période Hale-Bopp, dont le noyau fait 60 kilomètres de diamètre, est la plus grande jamais observée.
La période de rotation est compris selon les comètes entre 5 à 70 heures. Des variations de cette période, comprises entre quelques secondes et quelques heures, ont été observées dans une douzaine de cas. Ces variations ont pu être observées directement par la mission Rosetta qui a mis en évidence qu'elles étaient provoquées par les jets de matériau induits par le processus de sublimation à l'approche du Soleil,.
Comme les astéroïdes, la masse des comètes est insuffisante pour que la gravité l’emporte sur les forces de cohésion ce qui exclut une forme sphérique. La forme du noyau des comètes n'a pu être observée de manière détaillée que dans une quinzaine de cas. Pour les autres comètes, seul le rapport entre longueur et largeur a pu être évalué de manière indirecte. Le rapport longueur sur largeur s'échelonne entre environ 1 et 3 avec un pic situé entre 1,5 et 2. Par rapport aux autres objets mineurs on observe une proportion anormalement élevé de corps bi-lobés (dont la comète observée par la mission Rosetta) ce qui semble indiquer un processus de formation ou d'évolution particulier.
La densité du noyau cométaire est faible, en moyenne 480 kg/m3, soit moins de la moitié de la celle de l'eau, et sa porosité est élevée (70 à 80 %). Ces données suggèrent que le noyau est constitué d'un empilement de blocs peu dense unis par des forces de cohésion peu importantes. Les mesures directes effectuées par l'atterrisseur Philae de Rosetta, corroborées par des mesures indirectes d'autres comètes, indiquent une densité plus importante en surface qu'à l'intérieur de la comète. La densité de l'intérieur reflèterait l'état originel de la comète tandis que la surface aurait été compactée par différents processus physiques.

#### Composition
Les observations effectuées à distance à l'aide de télescopes par  spectroscopie et les mesures effectuées à proximité par plusieurs missions spatiales indiquent que le noyau cométaire est un corps solide constitué pour moitié de glaces (essentiellement d'eau, ainsi que de monoxyde de carbone, dioxyde de carbone, méthane, éthane, acétylène) et pour moitié de matières météoritiques agglomérées (modèle dit de la « boule de neige sale » proposé par Fred Whipple en 1950, « modèle en couche » proposé par Michael J. Belton à la suite de la mission Deep Impact). Ces glaces se subliment (lorsque la comète est à une distance d'une à trois unités astronomiques du Soleil) sous l'action du rayonnement solaire et donnent naissance à la chevelure, puis aux queues.

### Chevelure

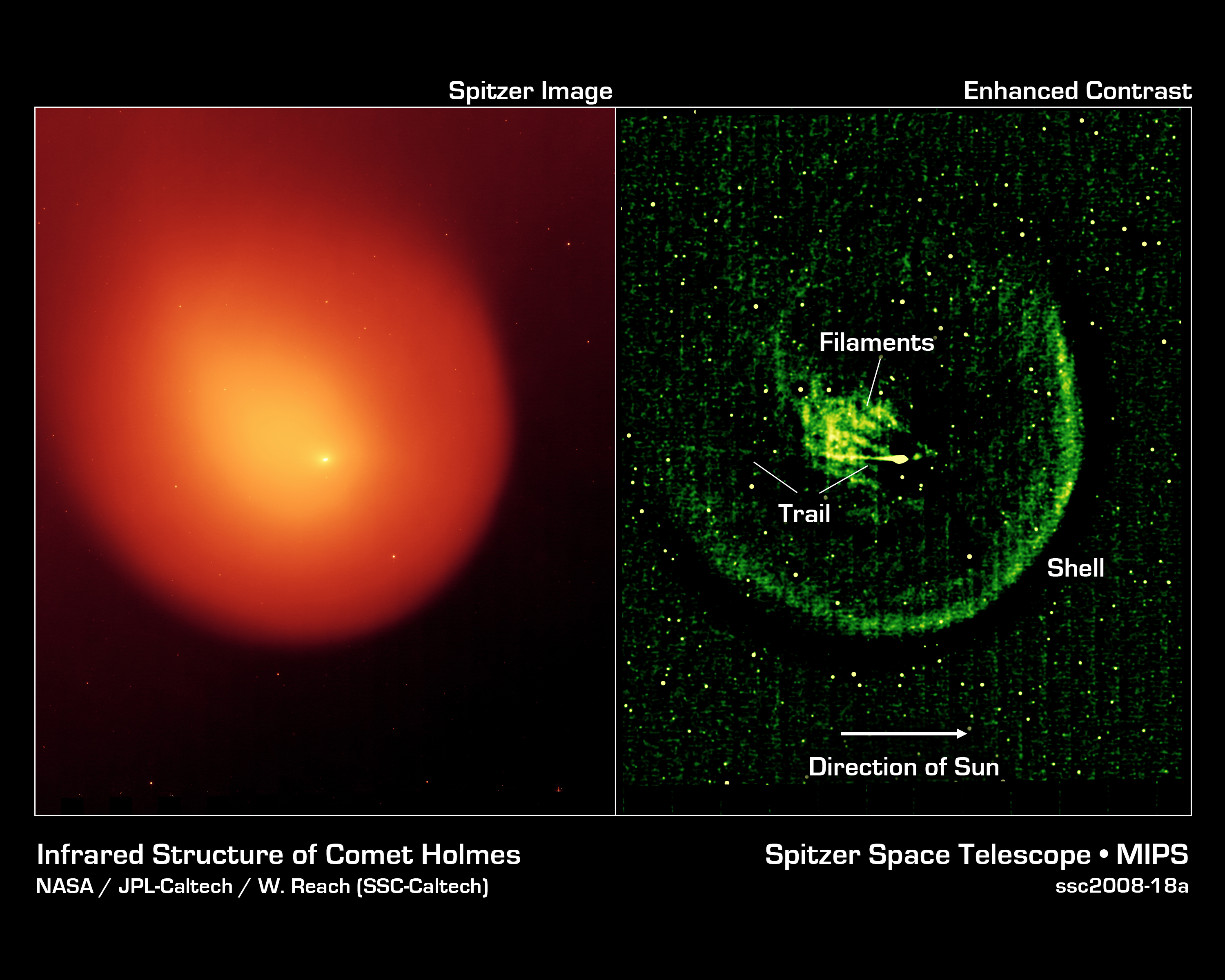
Structure de la comète 17P/Holmes vue dans l'infrarouge par le télescope spatial Spitzer.

La chevelure, ou coma (mot latin de même sens)  forme un halo à peu près sphérique entourant le noyau et constitué de particules neutres de gaz et de poussières éjectées du noyau sous forme de jets lorsque la comète se rapproche du soleil. L'échauffement qui résulte de la proximité du Soleil provoque la sublimation des glaces proches de la surface. Cette chevelure est entourée d'un nuage d'hydrogène atomique produit par photodissociation d'un certain nombre d'espèces, principalement H2O et OH. Son diamètre est généralement compris entre 50 000 et 250 000 kilomètres, avec des limites extrêmes de 15 000 et 1 800 000 kilomètres. La chevelure s'identifie fréquemment avec la tête de la comète, étant donné le faible diamètre relatif du noyau. Les analyses du gaz de la chevelure de la comète de Halley indiquent que celle-ci contient 80 % d'eau, 10 % de monoxyde de carbone, 3 % de dioxyde de carbone, 2 % de méthane, moins de 1,5 % d'ammoniac et 0,1 % d'acide cyanhydrique.

### Queues

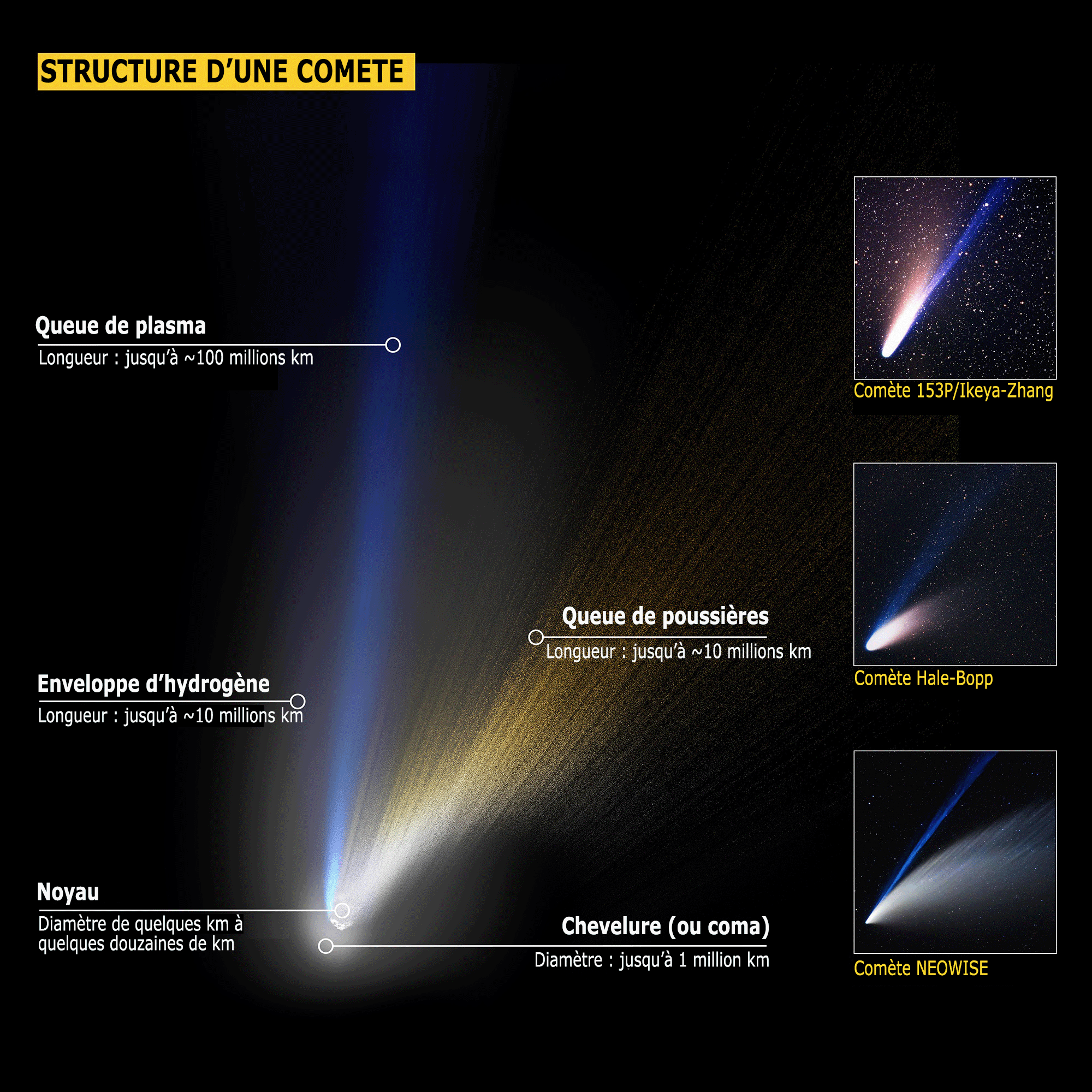
Composants d'une comète lorsqu'elle devient active à proximité du Soleil.

Les gaz ionisés et les poussières éjectés et formant la chevelure sont repoussés dans le sillage de la comète par la pression de radiation solaire et le champ magnétique généré par le vent solaire. Si la comète est suffisamment active, la poussière et les gaz qui forment des queues deviennent visibles. Une comète importante possède en général deux queues visibles aux dimensions considérables (des longueurs de 30 à 80 millions de kilomètres sont relativement fréquentes) :
- la queue de poussière, plus large et de couleur blanchâtre, est constituée des poussières les plus fines (de diamètre en général inférieur au dixième de millimètre), qui sont facilement repoussées par la pression de radiation solaire compte tenu de leurs faibles masse et densité. La queue de poussière, qui est confinée dans le plan de l'orbite de la comète, est incurvée sous l'influence de la gravité du Soleil sur ces petits grains de matière. Elle est clairement dissociée de la queue de plasma. Grâce aux travaux de Michael Finson et Ronald Probstein (1968), qui ont mis en œuvre les hypothèses de Fiodor Bredikhine (1885) qui faisaient elles-mêmes suite à celles de Bessel, on peut modéliser la queue de poussières. Les trajectoires (képlériennes) des grains peuvent ainsi être analysées en fonction de la durée d'émission (synchrones) ou en fonction de leur taille (syndynes)[11][réf. incomplète] ;
- la queue de plasma, de couleur bleue et rectiligne, est composée de particules ionisées qui sont repoussées par le vent solaire. Cette queue se maintient dans la direction du vent solaire, comme une ombre du Soleil. Sa direction évolue donc à mesure que la comète contourne l'astre. Les particules qui la composent se déplacent à grande vitesse (de l'ordre de 500 km/s). Les changements de polarité du champ magnétique solaire produisent des ruptures dans la queue de plasma, qui se reconstitue dans les heures qui suivent.

Une troisième enveloppe, invisible avec des instruments optiques mais décelée grâce à la radioastronomie, est la queue d'hydrogène qui s'étend sur des dimensions considérables, une anti-queue, constituée de gros grains qui, par effet de perspective lorsque la Terre traverse le plan de l'orbite cométaire, semble pointer vers le Soleil.

## Orbite

Animation montrant la circulation d'une comète sur son orbite et la position du Soleil à l'un des foyers de l'ellipse, l'apparition de la queue et l'évolution de sa direction ainsi que l'accélération de la vitesse orbitale au voisinage du périhélie.
Légende : A : Soleil, B : Pluton, C : Comète.

Une comète, à de rares exceptions près décrites plus loin, orbite autour du Soleil en circulant sur une ellipse extrêmement allongée dont cet astre constitue un des foyers. Le point de cette orbite le plus distant du Soleil est l'aphélie tandis que le plus proche est le périhélie. Comme pour tout corps céleste en orbite, l'orbite d'une comète est définie par six paramètres, les éléments orbitaux.
La forme de l'ellipse parcourue par la comète est définie par deux de ces paramètres : 
- le demi-grand axe, noté a, est la moitié de la distance qui sépare l'aphélie du périhélie c'est-à-dire la moitié du plus grand diamètre de l'ellipse. Une des caractéristiques majeures des comètes est que cette distance peut être énorme. Alors que le demi-grand axe de la Terre est de 1 unité astronomique (notée « au », soit environ 150 millions de kilomètres), celui d'une comète peut atteindre 200 000 unités astronomiques, plaçant dans ces cas extrêmes l'aphélie non loin de la zone d'influence des étoiles voisines ;
- l'excentricité, notée e, définit le degré d'allongement de l'ellipse c'est-à-dire le rapport entre le diamètre de l'ellipse le plus grand et le plus petit. Elle prend la valeur 0 pour une orbite circulaire et est supérieure ou égale à 1 lorsque l'allongement devient infini (dans ce cas la comète ne suit plus une orbite mais sa trajectoire est hyperbolique ce qui lui fait quitter le système solaire). Une deuxième caractéristique majeure de l'orbite des comètes est que l'ellipse est très allongée et que la valeur de l'excentricité  est souvent très proche de 1.

À partir de ces deux seuls paramètres, on peut calculer deux autres caractéristiques importantes de l'orbite d'une comète : 
- la distance du Soleil au périhélie, notée q, c'est-à-dire au point de sa trajectoire où la comète passe au plus près de cet astre. Pour qu'un corps soit désigné comme une comète il faut qu'au moins sur une partie de sa trajectoire elle soit échauffée suffisamment pour commencer à libérer de la glace d'eau et des poussières. Ce phénomène se produit lorsque la comète franchit la ligne des glaces située pour le système solaire à environ 3 au du Soleil. Le périhélie de la plupart des comètes est donc généralement situé à moins de 3 au. Mais il existe des cas où le périhélie peut se situer plus loin lorsque la taille de la comète est importante comme l'a démontré la comète Hale-Bopp (60 kilomètres de diamètre) qui est devenue active à 7 au du Soleil du fait sans doute de la très grande taille de son noyau ;
- la période de révolution, notée P, qui est la durée que la  comète met pour boucler une orbite. Les comètes sont caractérisées par des périodes très longues. S'il existe quelques comètes ayant une période de seulement quelques années, pour certaines il s'écoule plusieurs millions d'années entre deux passages près du Soleil.

Illustration de la loi des aires : chaque intervalle correspond à 5 % de la période. Pour que la surface des triangles A_{1}SA_{2} et P_{1}SP_{2} soient identifiques, la vitesse orbitale près du Soleil doit être d'autant plus élevée que l'ellipse est allongée).

Ces deux caractéristiques de l'orbite sont calculées à partir du demi-grand axe (a) et de l'excentricité (e) à l'aide des formules suivantes : 
- distance du périhélie au Soleil : q = a (1-e) ;
- période de l'orbite : {\displaystyle {\frac {P^{2}}{a^{3}}}={\frac {4\pi ^{2}}{MG}}} (troisième loi de Kepler), avec M la masse du Soleil et G la constante universelle de la gravitation.

Un autre paramètre orbital important est l'inclinaison orbitale, notée i, qui est l'angle que fait le plan orbital (plan dans lequel circule la comète) avec le plan de l'écliptique. Ce dernier est (de manière approchée) le plan orbital dans lequel circule la plupart des objets célestes du système solaire. Les comètes à longue période et les comètes de la famille de Halley (cf. paragraphe suivant pour la définition de ces catégories) constituent une exception dans ce domaine car la valeur de cet angle est distribué  de manière uniforme entre les valeurs 0 (le plan orbital coïncide avec le plan de l'écliptique) et 360 degrés.
Du fait de l'ellipse très allongée de l'orbite d'une comète, celle-ci est caractérisée par une vitesse orbitale élevée à proximité du Soleil, qui peut de plus être rétrograde (dans le sens inverse de la vitesse orbitale des planètes du système solaire). Alors qu'un engin spatial libéré de l'attraction terrestre a une vitesse orbitale (minimum) dans le référentiel solaire d'environ 30 km/s, une comète venant du nuage de Oort a une vitesse d'environ 42 km/s au niveau de l'orbite terrestre. Si la comète décrit une orbite rétrograde, la vitesse relative de la sonde spatiale au moment du survol de la comète peut dépasser les 70 km/s quand il se produit au niveau de l'orbite terrestre.

Orbites de trois comètes représentatives des principales familles regroupant ces petits corps du système solaire :
- la comète 67P/Tchourioumov–Gerasimenko de la famille des comètes de Jupiter (aphélie située au niveau de l'orbite Jupiter) a un demi grand axe de 3,457 unités astronomiques (au), une période de 6,44 ans et un périhélie situé à 1,21 au du Soleil ;
- la comète de Halley de la famille du même nome (aphélie située vers celle de Saturne…, Neptune) a un demi grand axe de 17,737 au, une période de 74,7 ans et un périhélie situé à 0,597 au du Soleil ;
- la comète C/2006 Q1 McNaught (dite de longue période : aphélie située dans le nuage de Oort) a un demi grand axe de 6890 au, une période de 575223 années et un périhélie situé à 2,77 au.
Les dimensions, la forme et la position des périhélies et aphélie des comètes sont proches des valeurs réelles, par contre la direction du grand axe a été choisie pour permettre une présentation plus lisible.

## Classification
Les comètes sont rangées officiellement dans plusieurs catégories en fonction des caractéristiques de leur orbite : comètes à courte et longue période, comprenant plusieurs sous-familles. Une terminologie spécifique non officielle désigne des catégories de comète en fonction de leur activité, de la magnitude près du Soleil et de leur origine.

### Comète à courte et longue période
Les comètes sont classifiées en fonction de la taille de leur orbite, c'est-à-dire de la longueur du demi-grand axe de l'ellipse qu'elles parcourent et donc de la distance entre le Soleil et leur aphélie (point de leur orbite le plus éloigné du Soleil). On distingue deux grandes populations : les comètes à courte période et les comètes à longue période.
Les comètes à courte période parcourent leur orbite en moins de 200 ans. Leur aphélie se situe dans le système solaire externe, où circulent les planètes géantes (Jupiter, Saturne, Uranus et Neptune) à une distance du Soleil comprise entre 5 et 30 unités astronomiques (au). Ces comètes sont rangées dans plusieurs sous-familles : les comètes de la famille de Jupiter, caractérisées par une période orbitale inférieure à 20 ans et dont l'aphélie est située au niveau de l'orbite de Jupiter, et les comètes de la famille de Halley, dont l'aphélie est située au niveau de l'orbite de Saturne ou au-delà,. Les comètes quasi-Hilda constituent une sous-famille des comètes joviennes, qui présentent la particularité d'être fortement perturbées par la planète Jupiter et peuvent être temporairement capturées par celle-ci. La plus connue de ces comètes est Shoemaker-Levy 9, qui en 1994 s'est disloquée en plusieurs fragments qui sont entrés en collision avec la planète géante.
L'orbite des comètes à longue période a une excentricité proche de 1 et leur aphélie se situe dans le nuage d'Oort, aux confins du système solaire, entre 2 000 et 50 000 (voire 200 000) unités astronomiques du Soleil. Celles dont l'orbite est la plus éloignée parcourent leur orbite en plusieurs milliers, voire plusieurs millions, d'années. Les limites du nuage de Oort font encore débat. La taille réduite des objets qu'il contient et leur éloignement ne permet aucune observation directe. Sa structure doit être imaginées à travers les rares représentants qui passent par le système solaire interne et une modélisation de l'évolution historique du système solaire. Là encore on distingue deux sous-ensembles : la majeure partie de ces comètes proviennent de la région interne de ce nuage située entre 2 000 et 20 000 au du Soleil (le nuage de Hills), tandis qu'une minorité proviendrait de la partie externe (entre 20 000 et 200 000 au), beaucoup moins dense.

### Comète active
À chaque passage près du Soleil, une comète perd une partie de son eau. Cette caractéristique conduit à distinguer les comètes actives, qui libèrent une grande quantité d'eau à leur passage près de notre astre, et les comètes qui le sont moins ou pas du tout car elles ont épuisé leurs ressources en eau lors de survols antérieurs du Soleil (comète éteinte ou dégazée). Une sous-catégorie est constituée par les comètes dynamiquement nouvelles (en anglais DNC ou Dynamically New Comet), qui sont des comètes à longue période venant du nuage de Oort et effectuant leur premier passage près du Soleil en deçà de la ligne des glaces, et qui sont donc potentiellement vierges de toute altération depuis leur formation à la naissance du système solaire.

### Astéroïde actif
Les comètes de la ceinture principale (renommées plus récemment astéroïdes actifs) sont des objets mineurs dont l'orbite est similaire à celle des astéroïdes de la ceinture principale d'astéroïdes (dont l'orbite est donc comprise entre celles de Mars et de Jupiter), mais qui ont une activité cométaire (sublimation de glace d'eau) sur une portion de leur trajectoire. Ces comètes ne devraient pas exister dans la mesure où elles circulent depuis des milliards d'années à l'intérieur de la ligne des glaces située à trois unités astronomiques dans le système solaire, donc que leur glace d'eau devrait s'être sublimée depuis longtemps. La découverte de cette population de comète est venue brouiller la division qui semblait clairement établie entre astéroïde et comète. La théorie la plus courante est que cette activité cométaire découlerait d'un impact subi par l'astéroïde qui aurait exposé des glaces enfouies sous sa surface. Ces réserves seraient constituées uniquement de glace d'eau dans un état cristallin, toutes les autres substances volatiles ne pouvant se conserver sur une période aussi longue. Elst-Pizarro est le premier astéroïde découvert de ce type, lors d'une observation effectuée en 1996. Une trentaine d'astéroïdes actifs ont été identifiés courant 2018,.

### Exocomète
Des exocomètes, c'est-à-dire des comètes circulant dans un autre système planétaire, ont été observées de manière indirecte — par photométrie ou spectrométrie — à l'aide de télescopes spatiaux spécialisés. L'analyse de la lumière émise par leur étoile, plus précisément des changements de son spectre, permet de détecter le transit des comètes devant l'astre. C'est ainsi qu'en 2022 des astronomes, en utilisant les données collectées par le télescope TESS de la NASA, ont pu identifier une trentaine de comètes gravitant autour de la jeune étoile β Pictoris (20 millions d'années)
La probabilité de la visite de l'une de ces exocomètes dans le système solaire n'est pas nulle compte tenu du nombre considérable de petits corps circulant dans l'espace interstellaire. On estime que chaque étoile éjecte dans celui-ci, au moment de sa formation, environ 1012 planétésimaux (1 000 milliards), qui partent ainsi à la dérive.

### Comète interstellaire
Les comètes interstellaires, sont une sous-classe d'objet interstellaire. Elles sont situées dans l'espace interstellaire et non liées gravitationnellement à une étoile.
On utilise aussi ce terme pour désigner ces objets lorsqu'ils entrent dans le Système solaire[réf. nécessaire].
Certaines sont potentiellement des ex-exocomètes éjectées hors de leur système planétaire, mais l’origine exactes des comètes interstellaires est actuellement hypothétique, car ce sont des objets récemment découverts.
À la date de juillet 2025, seules deux de ces comètes ont été découvertes dans le système solaire :
- 2I/Borissov, passée à environ 2 unités astronomiques du Soleil en décembre 2019. Elle a pu être observée longuement, ce qui a permis de déterminer que son diamètre était inférieur à 400 mètres et que sa excentricité était particulièrement élevée (3,36) tout comme sa vitesse (32 km/s). L'analyse spectrométrique a indiqué une composition peu fréquente dans les comètes du système solaire : une proportion d'eau peu élevée, une faible proportion de carbone diatomique, un taux élevé de monoxyde de carbone et d'acide aminé (R-NH2)[20] et un ratio monoxyde de carbone/eau compris entre 35 % et 105 % alors que le ratio habituel est de 4 %[21].
- 3I/ATLAS, découverte le 1er juillet 2025 et qui devrait passer à environ 1,4 unité astronomique du Soleil en octobre 2025.

### Comète non périodique: un qualificatif dépassé
Le terme comète non périodique a été utilisé historiquement par opposition aux comètes dites périodiques, dont on avait pu observer plusieurs passages. Il désignait donc des comètes dont la période de révolution était trop importante pour avoir été observée plus d'une fois. Cette appellation est impropre dans la mesure où pratiquement toutes les comètes sont par nature périodiques (la seule exception observée est la comète 2I/Borissov, qui avait une origine extrasolaire et est passée dans le système solaire interne en 2019). Lorsque ce terme est utilisé pour désigner des comètes dont l'orbite est hyperbolique (excentricité supérieure à 1), il désigne en réalité des comètes périodiques dont l'orbite a été modifiée en se rapprochant du Soleil. Elles ont subi des perturbations gravitationnelles, de la part par exemple des planètes géantes gazeuses, d'une intensité suffisante pour que, en l'absence d'une perturbation ultérieure agissant en sens inverse, elles soient amenées à sortir du système solaire.

### Comète rasante
Les comètes dites rasantes présentent la particularité de passer très près du Soleil, à quelques milliers de kilomètres de sa surface. Elles sont très différentes des autres comètes car elles sont de très petite taille (quelques mètres de diamètre), mais deviennent lumineuses du fait de la volatilisation de leurs roches lors leur passage près du Soleil, auquel les plus petites d'entre elles ne survivent généralement pas. Lorsqu'elles sont plus grandes, elles peuvent survivre à plusieurs passages près de l'astre mais l'importante évaporation et les forces de marée entraînent souvent leur fragmentation. La majeure partie de ces comètes sont issues de la fragmentation d'une comète mère. C'est le cas par exemple des comètes rasantes du groupe de Kreutz, qui passent à 0,006 au de la surface du Soleil,.

### Grande comète
Une grande comète qualifie de manière non officielle une comète exceptionnellement brillante. Il n'existe pas de définition précise, mais cette qualification est généralement attribuée aux comètes qui deviennent assez brillantes pour être visibles par des observateurs occasionnels. Les grandes comètes sont rares : on en observe en moyenne une par décennie. Le passage périodique de la comète de Halley lui a valu à plusieurs reprises ce qualificatif, mais les autres « grandes comètes » effectuaient leur premier passage dans le système solaire interne ou leur passage précédent remontait à des milliers voire des millions d'années.

## Cycle de vie
Contrairement à quasiment tous les autres corps du système solaire, les comètes ont un cycle de vie relativement court à l'échelle de l'histoire du système solaire. Initialement petit corps glacé inerte, la comète acquiert son statut à la suite d'une perturbation de son orbite. Elle entame alors un cycle de vie mouvementé au cours duquel elle perd régulièrement de la matière et son orbite est bousculée par différentes forces. Lorsqu'elle a épuisé son stock de glace, elle retourne à son état d'objet inerte si elle n'a pas subi auparavant une fin prématurée en se fragmentant ou en s'écrasant sur un autre corps du système solaire.

### Origine
Le Système solaire est né de la contraction d'un nuage interstellaire qui a formé un disque d'accrétion. Selon la théorie dominante, les corps à l'origine des comètes se sont formées durant cette phase — probablement dans les régions où étaient en train d'apparaitre les planètes Uranus et Neptune — par un processus d'accrétion similaire à celui qui est à l'origine des astéroïdes et des planètes. Ces petits corps ont presque immédiatement été éjectés par les géantes gazeuses et placés sur des orbites très elliptiques et parfois paraboliques avec des inclinaisons très variables par rapport au plan de l'écliptique dans lequel circulaient les planètes. Ces éjections ont été violentes provoquant de nombreuses collisions conduisant à leur fragmentation ce qui expliquerait la petite taille des noyaux cométaires. Au fil du temps, le passage d'étoiles au voisinage du système solaire aurait par interaction gravitationnelle circularisé leur orbite. Tout ce processus aurait donné sa forme actuelle au nuage d'Oort principal réservoir de comètes : sphérique et placé aux confins du système solaire.
Les objets situés dans le nuage d'Oort circulent sur une orbite circulaire et donc n'approchent jamais le système solaire interne. Ils n'acquièrent leur statut de comète que lorsque leur orbite est modifiée par les forces de marée découlant des déplacements du système solaire lorsqu'il traverse le plan galactique ou lorsqu'il rencontre un nuage moléculaire.
Les comètes à courte période, quant à elles, sont initialement des comètes à longue période dont l'orbite a été modifiée par des perturbations gravitationnelles induites notamment par les planètes géantes du système solaire. Après leur passage par un stade intermédiaire de centaure, leur orbite aurait été une deuxième fois perturbée, déplaçant leur périhélie dans le système solaire interne (entre Mars et le Soleil).

### Éveil de la comète à l'approche du Soleil

Montage de photos successives de la surface de la comète 67P/Tchourioumov-Guérassimenko prises par la sonde spatiale Rosetta de l'Agence spatiale européenne. La comète est en pleine phase active. La photo montre les poussières, les traces des rayons cosmiques (traits blancs) et les étoiles en arrière plan (petites taches blanches animées d'un mouvement descendant).

Loin du Soleil, l'énergie solaire reçue par la comète est trop faible pour initier un quelconque changement. Le noyau reste froid et solide. Cet état commence à changer lorsque la comète se trouve à environ 7 unités astronomiques (au) du Soleil, c'est-à-dire entre les orbites de Jupiter et de Saturne. La température augmente suffisamment pour que certaines substances volatiles stockées sous forme de glace et situées à proximité de la surface commencent à se sublimer, c'est-à-dire à passer directement de l'état solide à l'état gazeux (en l'absence de pression atmosphérique, ils ne passent pas par un état liquide intermédiaire). Le premier élément volatil concerné est le monoxyde de carbone à environ 6,5 au du Soleil, puis viennent l'ammoniac à environ 6 au et à moins de 5 au des radicaux hydroxyle, du carbone moléculaire et du méthane. Ce processus est toutefois freiné car la sublimation absorbe la chaleur.
La sublimation de la glace d'eau, qui est le processus dominant dans les émissions de gaz et des poussières de la comète, débute à environ 3 au, c'est-à-dire au niveau de la ceinture d'astéroïdes. Les substances volatiles qui sont éjectées se trouvent en surface comme en dessous de celle-ci. Les matériaux solides (silicates, oxydes de fer, chondrites), qui composent une partie du noyau et sont intimement mélangés avec la glace, sont entrainés et expulsés avec les gaz.
La sublimation n'est pas le seul processus à déclencher une activité au sein de la comète. En observant la comète Hale-Bopp, qui est passée près du Soleil en 1996 et qui constitue courant 2024 la plus grosse comète jamais observée, les astronomes ont constaté qu'elle était déjà active bien au-delà des 6,5 au (en 2012, alors qu'elle s'éloignait du Soleil elle restait encore visible, donc active, à une distance de 33,2 au du Soleil, c'est-à-dire au delà de l'orbite de Neptune). L'hypothèse  proposée par les scientifiques est que cette activité est liée à la transformation de la glace amorphe (forme que la glace prend dans le vide) en glace cristalline (la forme habituelle sur Terre). Ce processus, qui dégage une chaleur latente importante, peut se déclencher à des températures très basses.

### Évolution de l'activité près du Soleil
| Comète           | Diamètre noyau kilomètres | Masse gaz tonnes/seconde | Masse poussière tonnes/seconde |
| ---------------- | ------------------------- | ------------------------ | ------------------------------ |
| Wirtanen         | 1                         | 0,3                      | 0,1                            |
| Giacobini-Zinner | 6                         | 1,5                      | 0,4                            |
| Halley           | 10                        | 30                       | 20                             |
| Hale-Bopp        | 60                        | 300                      | 600                            |

Au fur et à mesure que la comète se rapproche du Soleil, son activité s'intensifie et la masse des gaz et des poussières éjectés augmente.
Au pic de l'activité, les masses de gaz et de poussière éjectées peuvent être considérables. La plus grosse comète observée, Hale-Bopp, lorsqu'elle était au plus près du Soleil (1 au), laissait s'échapper 300 tonnes de gaz et 600 tonnes de poussière par seconde. Ces quantités éjectées sont très variables d'une comète à l'autre et même pour une même comète d'un passage près du Soleil au suivant. Il en est de même pour le ratio poussière/gaz. La taille du noyau est un facteur déterminant, comme le montre le tableau ci-contre, tout comme le nombre de passages déjà effectués près du Soleil. Il existe d'autres facteurs plus difficiles à apprécier, qui font que les astronomes restent prudents dans leurs prévisions d'activité même lorsque la comète est bien connue ou qu'elle semble manifester une activité importante au début de son approche du Soleil.
Les éjections de gaz et de poussière ne se produisent pas sur toute la surface et sont irrégulières. On distingue des régions actives qui éjectent en permanence gaz et poussières et des régions qui restent inertes, sans doute parce que recouvertes d'un manteau de poussière trop épais pour que les gaz puissent s'échapper à ces endroits. Les régions actives couvrent généralement 10 à 20 % de la surface. Pour 67P/Tchourioumov-Guérassimenko, qui a sans doute effectué de nombreux passages près du Soleil, les régions actives ne représentaient que 1,4 % de sa surface. Des jets plus violents mais d'une durée limitée se produisent de temps à autre. Sur 67P, la localisation de ces jets coïncidait le plus souvent avec des régions accidentées (falaises, puits…) et ces phénomènes seraient provoqués par des glissements de terrain exposant des poches remplies de gaz ou de glace<,.
À l'issue de sa période d'activité, alors qu'elle s'éloigne du Soleil, la comète a perdu une quantité substantielle de matière. On estime ainsi que la comète 67P/Tchourioumov-Guérassimenko, pourtant peu active, a perdu 10,5 millions de tonnes (0,1 % de sa masse) durant son passage près du Soleil en 2015. Réparties sur l'ensemble de la surface, cela représenterait une couche de 70 centimètres d'épaisseur.

### Évolution de l'orbite
Lorsqu'une comète passe à proximité des grosses planètes (essentiellement Jupiter), elle subit des perturbations gravitationnelles qui peuvent modifier son orbite. Celle-ci peut être également modifiée de manière difficilement prévisible par les jets de matériau produits à l'approche du Soleil (perturbations non gravitationnelles). Pour ces raisons, les paramètres définissant l'orbite d'une comète ne sont jamais définitifs et sont recalculés après leur passage dans le système solaire. Ces modifications peuvent conduire à un changement radical de catégorie : déplacement important du périhélie, expulsion du système solaire ou destruction par éclatement ou collision avec le Soleil ou une planète.

### Mort des comètes
La « mort » d'une comète est la fin de son activité, quelle qu'en soit la cause.

#### Mort par épuisement
La mort par épuisement est sans doute le destin le plus fréquent. Une comète n'est pas immuable car l'activité qui la caractérise repose sur la présence d'un stock de glace d'eau qui finit par s'épuiser. Une comète perd ainsi plusieurs dizaines de centimètres à chacun de ses passages près du Soleil. Une fois le stock de glace épuisé, la comète devient une comète éteinte (ou dormante). Par bien des aspects (en particulier l'albédo très faible), une comète qui n'est plus active a une apparence similaire à un astéroïde carboné. L'origine cométaire de plusieurs astéroïdes a pu être retracée, notamment pour l'astéroïde (4015) Wilson-Harrington, qui s'est avéré avoir été précédemment découvert en tant que la comète 107P/Wilson-Harrington. Il est probable qu'une partie des astéroïdes (en particulier près de la moitié des astéroïdes géocroiseurs) soient ainsi d'anciennes comètes,.
La comète peut devenir inactive avant que le stock de glace d'eau ne soit complètement épuisé. En effet, les gros grains de poussière, qui sont expulsés par les jets de gaz à l'approche du Soleil, tendent à retomber à la surface de la comète. Ils s'accumulent et peuvent former une croute épaisse qui recouvre la glace d'eau, l'isolant thermiquement de l'action du Soleil. Si toute la surface de la comète est ainsi recouverte, elle devient complètement inactive. Cette comète, dite dormante, peut toutefois redevenir active si, par exemple, à l'occasion d'un changement d'orbite qui la rapproche du Soleil, la glace d'eau située sous la surface est de nouveau échauffée et la croute qui s'est formée est éventrée par le jet de gaz généré. Les astronomes ont ainsi observé des petits corps classés comme astéroïdes qui ont eu brutalement manifesté une activité cométaire.

#### Destruction par éclatement
La destruction de la comète par éclatement a pu être fréquemment observée. Le noyau cométaire est un empilement de blocs peu dense maintenus ensemble par des forces de cohésion très faibles. La force de marée découlant du passage près d'une planète géante (notamment Jupiter) ou du Soleil peut être suffisante pour faire éclater le noyau en de multiples fragments. Les comètes dites rasantes (principalement rattachées au groupe de Kreutz), dont l'orbite frôle le Soleil, sont fréquemment détruites de cette manière. La plus ancienne observation de l'éclatement d'une comète remonte à 1846, lorsque les observateurs constatèrent que 3D/Biela qui bouclait son orbite en six ans s'était divisée en deux comètes aux trajectoires presque identiques. Six ans plus tard, la comète n'était pas réapparue, mais à compter de 1872, des centaines de météores illuminaient le ciel en novembre tous les six ans, dont l'orbite correspondait à celle de 3P/Biela. En juillet 2000, la comète C/1999 S4 Linear s'est désintégrée près de son périhélie. Une analyse des événements a permis de reconstituer que la comète, ayant épuisé son stock de glace d'eau qui maintenait les blocs le constituant, est partie progressivement en morceaux.
Une comète peut également éclater sous l'action de la pression des gaz sous sa surface. Ce peut être le cas lorsque la comète est échauffée par l'action du Soleil déclenchant la sublimation de la glace d'eau (ou d'autres substances volatiles) présente sous la surface et que les gaz produits ne peuvent s'échapper car celle-ci est recouverte d'une couche de poussière trop épaisse. La pression augmente et les gaz finissent par faire sauter cet obstacle. Si la pression est suffisamment forte, le noyau éclate en de multiples fragments. L'un des cas de désintégration de ce type les plus spectaculaires  est l'explosion de 17P/Holmes en 2007 qui aurait dégagé une énergie évaluée à 24 000 tonnes équivalent en TNT et aurait éjecté dans l'espace dix millions de tonnes de matériau. Un autre événement encore plus intrigant est l'apparition en 1991 d'un coma de 300 000 kilomètres de diamètre autour de la comète de Halley, résultant d'une éruption colossale qui s'est produite alors que la comète à 14,3 unités astronomiques donc très loin de la région placée sous l'influence thermique du Soleil. Cette explosion a été attribuée à la sublimation de monoxyde de carbone et du dioxyde de carbone qui se produit à des températures beaucoup plus basse que la glace d'eau.

#### Destruction par collision

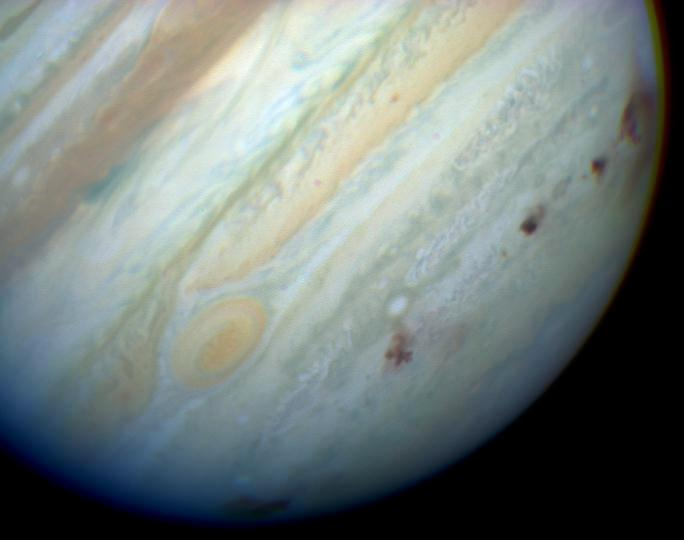
Photo de Jupiter montrant les traces de l'impact des fragments de la comète Shoemaker-Levy 9 (tâches noirâtres) en juillet 1994.

La destruction d'une comète par collision avec un autre corps est un phénomène rare à l'échelle de temps de l'homme compte tenu de l'immensité de l'espace. Mais depuis la formation du système solaire ces collisions ont été fréquentes et ont joué un rôle important dans l'évolution des planètes. Parmi les théories de formation des océans et de l'apparition de la vie sur Terre, la collision des comètes avec notre planète venant apporter l'eau et les briques élémentaires de la vie tient une place importante. Les astronomes ont pu observer en juillet 1994 la collision des fragments de la comète Shoemaker-Levy 9 avec la planète Jupiter.

#### Éjection du système solaire
Au moment de la formation du système solaire un très grand nombre de petits corps glacés (donc des comètes potentielles) ont été expulsés dans l'espace interstellaire. Ces événéments continuent à se produire. En particulier les comètes à longue période caractérisées par une orbite presque parabolique (excentricité proche de 1) peuvent être facilement éjectées sous l'influence de gravitationnelle de Jupiter si leur trajectoire les fait passer trop près de cette planète.

## Recensement et quelques comètes remarquables
Le Centre des planètes mineures qui centralise les découvertes et le suivi de tous les petits corps du système solaire du système solaire (comprend également les planètes naines, astéroïdes, centaures et les objets transneptuniens) avait recensé courant mars 2024 4 594 comètes sur un total de 1 350 505 petits corps. Chaque année, environ 50 nouvelles comètes sont identifiées. Ainsi, sur la période allant de mai 2018 à mai 2019, 51 nouvelles comètes ont été observées, dont 19 à courte période et 32 à longue période. Par ailleurs, 13 comètes ont effectué un deuxième passage observé près du Soleil (les comètes ayant effectué plus de deux passages ne font pas l'objet d'un recensement spécifique). Enfin, 5 objets mineurs identifiés jusque là comme des astéroïdes ont été reclassés dans la catégorie des comètes.
Courant 2022, les astronomes connaissaient 440 comètes à courte période ayant effectué au moins deux passages près du Soleil. Comme vu plus haut, on découvre régulièrement de nouvelles comètes à courte période, mais celles qui sont très actives ont été pratiquement toutes recensées et les nouvelles découvertes portent sur des comètes largement transformées par leurs passages à proximité du Soleil. Par contre, les 3 000 comètes à longue période observées sont pour beaucoup actives. Elles n'ont fait qu'un seul passage dans le système solaire interne et ont donc été peu altérées par le Soleil, donc conservent leurs caractéristiques d'origine.

## Rôle dans l'apparition de la vie et l'histoire de l'homme

### Présence d'eau sur Terre
L'hypothèse que l'eau de la Terre proviendrait des comètes a été formulée dès 1696 par William Whiston dans sa Nouvelle Théorie de la Terre. Une équipe internationale a pu déduire, par les données du télescope spatial Herschel, que l'eau de la comète Hartley 2 ressemblait parfaitement, au niveau chimique, à celle des océans de la Terre alors que, jusqu'ici, on croyait que celle-ci avait été apportée par les astéroïdes. Lors de sa formation, la Terre était très chaude et ses petites réserves d'eau se seraient évaporées. L'eau que l'on retrouve aujourd'hui serait présente grâce au bombardement de corps célestes, quelques dizaines de millions d'années après la naissance de la Terre. La plupart des comètes viennent du nuage de Oort autour du système solaire. Les comètes de ce secteur renferment environ 50 % de glaces d'eau, bien que des analyses aient démontré que cette eau contenait beaucoup plus de deutérium que celle de nos océans. Les chondrites carbonées, astéroïdes issus de la ceinture située entre Mars et Jupiter comprenant une eau similaire à la nôtre, s'avéraient alors être les meilleurs candidats. Dorénavant, les comètes de type Hartley 2 rivalisent avec eux, ne provenant pas du nuage de Oort mais de la ceinture de Kuiper.

### Apparition de la vie
La Terre s'est formée il y a 4,5 milliards d'années mais, selon la plupart des théories en vigueur, la vie n'y est apparue  qu'après le grand bombardement tardif qui s'est achevé il y a 3,8 milliards d'années. Durant cette phase cataclysmique, caractérisée par une notable augmentation des impacts météoriques ou cométaires sur les planètes telluriques, la Terre était beaucoup trop chaude et les océans avaient été vaporisés, ce qui ne permettait pas l'apparition de la vie. Les fossiles les plus anciens remontent à 3,6 milliards d'années, ce qui indique que la vie est très vite apparue après cet épisode. Cette brièveté et l'absence initiale des molécules nécessaires pour créer la vie donnent à penser que celles-ci ont été apportées sur Terre par les comètes venues percuter la Terre.

### Thèse controversée de la panspermie
La présence de molécules organiques dans les comètes est un élément en faveur de la théorie de la panspermie. Un scientifique de la NASA, Richard B. Hoover (en), prétend ainsi en 2011 avoir trouvé des bactéries fossiles extraterrestres dans des comètes, mais la NASA a pris ses distances avec ces travaux, leur reprochant un manque d'évaluation par les pairs. Les noyaux cométaires sont parmi les objets les plus sombres du système solaire avec un albedo compris entre 2 et 7 %.

### Menace potentielle pour la civilisation humaine
Les comètes, comme les astéroïdes géocroiseurs, ont une orbite qui coupe souvent celle de la Terre et sont donc susceptibles de heurter dans le futur notre planète. Compte tenu de leur taille et de leur vitesse, l'impact est susceptible de rayer l'humanité à la surface de Terre. L'extinction des dinosaures il y a 65 millions d'années a été ainsi un temps attribuée à l'impact d'une comète, mais désormais la thèse privilégiée est que l'impacteur était un astéroïde.

### Étoiles filantes
Les essaims d'étoiles filantes (par exemple : Perséides, Orionides, Géminides) sont associés à des comètes. Les poussières perdues par une comète lors d'un passage se répartissent le long de l'orbite de celle-ci en formant une sorte de vaste nuage. S'il advient que la Terre, dans son mouvement orbital annuel, traverse un tel nuage, on assiste alors à une pluie d'étoiles filantes plus ou moins dense suivant l'activité et la nature de la comète. Ces « étoiles filantes » semblent provenir d'un même point du ciel appelé le radiant, un peu comme lorsqu'on est dans un tunnel rectiligne et que l'on a l'impression que les bords de celui-ci convergent vers un même point. L'essaim est nommé d'après la constellation où est situé le radiant (par exemple : Persée pour les Perséides, les Gémeaux pour les Géminides). Les poussières cométaires, lorsqu'elles pénètrent dans la haute atmosphère de la Terre, s'échauffent et s'ionisent, produisant la traînée lumineuse que l'on connaît. L'intensité d'un essaim météoritique est variable et dépend notamment du réensemencement en poussières lors de chaque passage des comètes.

## Historique

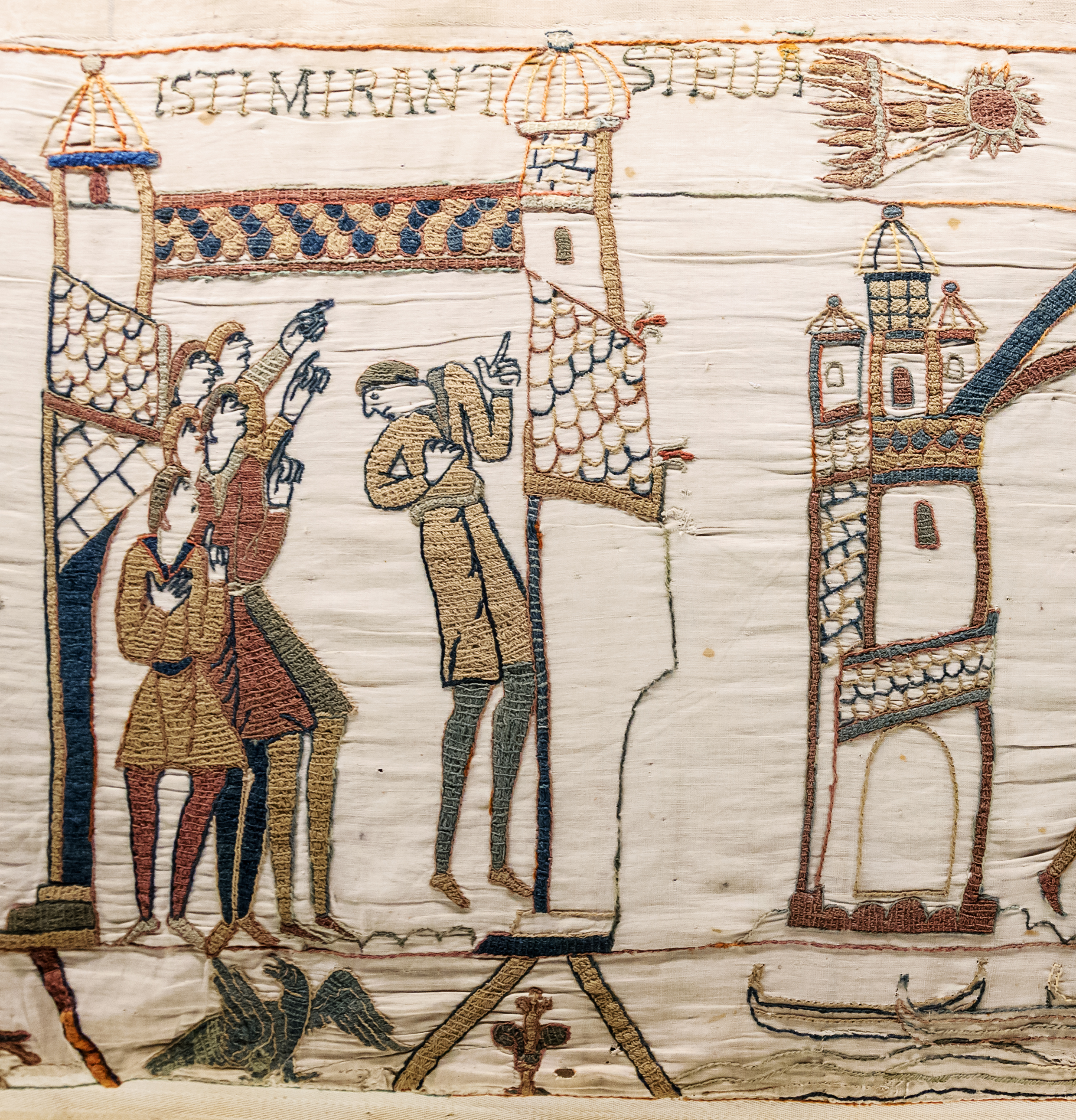
Comète de Halley dessinée sur la tapisserie de Bayeux, potentiel présage guerrier sur la bataille d'Hastings.

### Premières observations dans l'Antiquité
Dans l'Antiquité, les premières traces écrites d'observations de comètes figurent dans des annales chinoises de la dynastie Shang datant de 1059 av. J.-C.. En ce qui concerne la comète de Halley, le témoignage le plus ancient remonte à l'an 240 av. J.-C. et est consigné dans ces archives chinoises), mais aussi à la même époque sur des tablettes en écriture cunéiforme chaldéennes. Le plus ancien dessin date du IVe siècle av. J.-C. : sur un livre de soie découvert en 1974 dans la tombe du marquis de Dai en Chine, sont représentés vingt-neuf types de comètes.

### Hypothèse du phénomène atmosphérique
Les premières interprétations sur la nature des comètes viennent de la philosophie naturelle grecque. Aristote, dans son traité Du ciel, divise le cosmos en monde céleste, composé d'éléments sphériques parfaits, et monde sublunaire, aux objets imparfaits. Dans son traité Meteorologia, le philosophe classe les comètes dans le monde sublunaire : elles sont selon lui des phénomènes atmosphériques de la sphère de l'air remontant dans la sphère du feu. Au contraire, les pythagoriciens considèrent qu'il s'agit de planètes rarement observables. Diodore de Sicile y voit des poutres enflammées alimentant le soleil. Chez les Romains, Sénèque reprend la théorie d'Apollonios de Myndos, selon laquelle les comètes sont des astres errants revenant à des périodes trop longues à l'échelle d'une vie humaine.

### Comètes et superstitions
Malgré ces interprétations de savants et de philosophes, la croyance populaire en fait à cette époque et jusqu'au XXe siècle des signes annonciateurs, le plus souvent de mauvais augure, plus rarement propitiatoires. Ainsi les Chaldéens et les Mésopotamiens leur offrent-ils de l’encens pour infléchir le funeste présage ; certaines femmes grecques et romaines en deuil délient leurs cheveux pour manifester leur chagrin ; certains astrologues égyptiens pensent que sacrifices et prières ne peuvent conjurer leur pouvoir annonciateur ; les astrologues au Moyen Âge les associent à des morts illustres : comète de 451 pour la mort d’Attila, de 1223 pour Philippe-Auguste, comète de Halley pour Henri IV, etc. Outre ces présages funestes, elles sont également associées à des batailles (bon augure pour les Normands, mauvais pour les Anglo-saxons lors de la Bataille d'Hastings). En 1472, l’astronome Johann Müller observe une comète à Nuremberg. Il fonde la cométographie. Paolo Toscanelli observe les comètes de 1433, 1449, 1456 et calcule leur position.
Les comètes étaient vues autrefois comme un halo lumineux qui apparaissait épisodiquement dans le ciel et qui était interprété, selon son aspect et selon le contexte historique, comme un signe de bon ou mauvais augure. En 1696 encore, William Whiston, dans sa Nouvelle Théorie de la Terre, avance que la comète de 1680 est celle qui provoqua le Déluge lors d'un passage juste au-dessus de la Terre. Il soutient que les comètes sont responsables des catastrophes qu'a connues la Terre tout au long de son histoire et qu'elles sont guidées par la volonté divine : « La Terre selon lui existait dans le chaos avant la création dont parle Moïse et cette création n'eut d'autre effet que de lui donner une forme et une consistance propres à la mettre en état de servir d'habitation au genre humain. La Terre dit cet auteur devenue fertile et peuplée au temps de la création conserva cette forme et cette consistance jusqu'au dix-huitième jour de novembre de l'année 2565 avant la période julienne où elle eut le malheur de rencontrer et de traverser l’atmosphère d'une grande comète dont la queue l'inonda d'un immense volume d'eau ce qui produisit le mémorable fléau du déluge universel rapporté dans l'écriture, fléau d'où sont nés tous les ravages toutes les altérations tous les phénomènes physiques qu'on observe à la surface et dans intérieur de ce globe. »

### La comète devient un astre
La nature véritable des comètes comme leur périodicité n'ont été trouvées qu'à partir de la Renaissance. En 1531, Petrus Apianus et Girolamo Fracastoro observent indépendamment que la queue des comètes est orientée à l'opposé du Soleil (des astronomes chinois au VIIe siècle l'avaient déjà remarqué), mettant ainsi en évidence l'effet des vents solaires. Tycho Brahe (1546-1601) montre en 1577, grâce au phénomène de parallaxe, que les comètes ne sont pas un phénomène sublunaire comme on le croyait couramment à son époque. En 1609, Johannes Kepler suppose, dans son ouvrage De cometis, que les comètes naissent par génération spontanée et suivent une trajectoire rectiligne à une vitesse variable. En 1652, il est contredit par Pierre Gassendi qui, dans son Traité sur les comètes, leur attribue une vitesse constante, et par Seth Ward (1617-1689), qui comprend qu'elles suivent des ellipses, d'où le fait qu'elles ne soient visibles que lorsqu'elles sont suffisamment proches de la terre et du soleil.

### Reconstitution de l'orbite

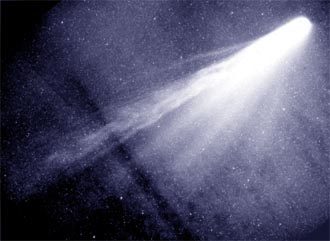
Annoncé par Halley en 1705, le retour de la comète qui porte son nom en 1759 constitue la vérification la plus éclatante de la théorie de la loi de la gravitation universelle de Newton.

Après avoir d'abord réfuté cette théorie, Isaac Newton (1643-1727) prouve que les comètes obéissent aux mêmes lois de mécanique céleste que les planètes et possèdent une masse. En utilisant certaines de ces observations, dont plusieurs effectuées par lui-même, Isaac Newton élabore la théorie du mouvement des comètes dans le cadre de sa Loi universelle de la gravitation et établit ainsi pour la première fois leur appartenance au système solaire. Dans la première édition de ses Principia, Newton hésite à attribuer aux orbites cométaires la forme de paraboles ou celle d'ellipses très allongées, plus apparentées aux trajectoires des planètes. John Flamsteed propose en 1680 une relation d'attraction-répulsion entre comètes et Soleil.
La seconde des hypothèses envisagées par Newton reçoit un appui décisif lorsqu'en 1695 l'un de ses amis, l'astronome et mathématicien Edmond Halley (1656-1742), se persuade de l'identité probable de certaines comètes dont il s'est efforcé de calculer les éléments de trajectoires (les apparitions cométaires de 1531, 1607 et 1682 ne seraient en fait qu'une seule et même comète). Annoncé par Halley en 1705 et précisé par Alexis Claude Clairaut en novembre 1758, le retour de la « comète de 1682 », observée à l'époque par Halley lui-même et qui sera bientôt appelée « comète de Halley », se réalise le 13 mars 1759, date du passage de la comète à son périhélie. La valeur symbolique du retour de cet astre — qui n'est pas le plus remarquable ni le plus étudié et qui lui vaut une place privilégiée aussi bien dans les observations des astronomes que dans l'attention d'un vaste public — tient dans le fait qu'il s'agit du premier retour prévu d'une comète et, pour le monde scientifique, qu'il s'agit de la plus éclatante vérification de la loi de gravitation universelle, tandis que sont définitivement éclaircis les principes de la théorie des comètes. La dernière version de l'étude de Halley, réalisée en 1717, doit être jointe à des « Tables astronomiques » qu'il vient de calculer, mais le tout n'est publié qu'après sa mort en version latine (1749), en version anglaise (1752) et en traduction française (1759). Toutefois la « prévision » de Halley est reprise dans les éditions et traductions successives des Principia de Newton ainsi que dans divers traités d'astronomie.
En tenant compte des études théoriques de Joseph-Louis Lagrange (1736-1813), Pierre-Simon de Laplace (1749-1827), Carl Friedrich Gauss (1777-1855), le retour suivant de la comète de Halley, celui de 1835, est l'objet de plusieurs prévisions, dont les meilleures se révèlent exactes à trois ou quatre jours près. La technique actuelle de calcul des orbites cométaires reprend avec de puissants ordinateurs la méthode de variation des éléments de la trajectoire introduite par Philip Herbert Cowell et Andrew Crommelin (1865–1939) en 1910, en ajoutant, à l'ensemble des forces de gravitation classiques agissant sur la comète, des forces complémentaires non gravitationnelles de réaction, dues à l'éjection de matière cométaire sous l'action des rayons du Soleil. La prise en compte de ces dernières forces, introduites depuis 1973 à l'instigation de Brian G. Marsden (1937-2010), Z. Sekanina et D. K. Yeomans, permet d'améliorer suffisamment les calculs antérieurs et de reconstituer avec beaucoup de vraisemblance les caractéristiques essentielles des trajectoires cométaires correspondant à 1 109 apparitions de comètes attestées de -239 à mai 1983.

### Modèle de la «boule de neige sale»
La connaissance des comètes progresse rapidement au xixe siècle. En 1812, l'astronome allemand Heinrich Olbers avance que les queues des comètes seraient constituées de particules solides repoussées par le Soleil. En 1819, l'astronome français François Arago découvre que la polarisation de la lumière émise par une comète n'émane pas de ce corps mais qu'elle résulte de la réflexion de la lumière du Soleil. Malgré plusieurs siècles d'observations réalisées à l'aide de télescopes terrestres, les astronomes avaient très peu d'informations sur leur composition et leur origine. À partir de la deuxième moitié du xixe siècle, le développement de la photographie et de la spectroscopie permet de collecter de nouvelles informations sur la composition des comètes. La première photographie d'une comète est réalisée en 1858. L'Italien Giovanni Donati effectue en 1864 la première observation spectrale, Tempel, tandis que l'Anglais William Huggins réalise en 1881 le premier spectre photographique de la Grande comète C/1881 K1. Les astronomes découvrent des corps dont les caractérisques sont à la fois complexes et très variables. L'étude des raies spectrales permet d'identifier les principaux composants présents : ce sont des molécules contenant des atomes d'hydrogène, d'oxygène, de carbone et d'azote ainsi que des particules de poussières de type silicate,.
Au début du xxe siècle, les astronomes tentent de comprendre comment cet assemblage de sable et de substances volatiles peut orbiter de manière répétée autour du Soleil sans se disloquer. L'astronome américain Fred Whipple (1906-2004) suggère que le noyau cométaire est un conglomérat fait de poussières soudées par des glaces d'eau, d'ammoniac, de méthane et de dioxyde de carbone. Lorsque la comète se rapproche du Soleil, celui-ci réchauffe la glace présente en surface, qui se sublime en formant des jets composés de poussière et de gaz. Si la matière éjectée est suffisamment importante, une chevelure et deux queues deviennent visibles. Ce modèle permet d'expliquer les variations d'apparence de la comète et les modifications de l'orbite résultant des jets gazeux. Cette hypothèse est popularisée sous l'appellation « boule de neige sale ».

### Identification des réservoirs à comètes: nuage de Oort, nuage de Hills, ceinture de Kuiper
Les comètes sont des objets de petite taille, qui ne peuvent être observés qu'à proximité du Soleil, même avec les télescopes les plus puissants. Lorsque leur orbite est très elliptique, la localisation de leur aphélie est incertaine. Néanmoins les astronomes parviennent au tournant du siècle à la conclusion qu'il existe deux familles de comètes : les comètes à courte période (également dites « écliptiques » car elles circulent à proximité du plan de l'écliptique), dont l'aphélie se situe à moins de 50 au du Soleil, et les comètes à longue période (également dites « isotropiques » car caractérisées par des inclinaisons orbitales variées), dont l'orbite est extrêmement elliptique voire parabolique (c'est-à-dire n'effectuant qu'un seul passage près du Soleil avant de quitter le système solaire).
L'astronome néerlandais Gerard Kuiper propose en 1951 l'existence d'un réservoir de petits corps, baptisé par la suite ceinture de Kuiper, s'étendant de 40 à 1 000 au du Soleil, qui serait le réservoir originel des comètes à courte période. L'origine des comètes à longue période est beaucoup plus mystérieuse. Au début du xxe siècle, les astronomes estiment que certaines d'entre elles sont des objets venus d'autres systèmes planétaires. Pour l'Estonien Ernst Öpik et le Néerlandais Jan Oort, l'existence de ces comètes à longue période, dont la formation remonte manifestement aux débuts du système solaire, semble paradoxale. Au cours des milliards d'années écoulées, elles auraient dû soit être expulsées ou détruites du fait des perturbations gravitationnelles d'une étoile proche ou des corps du système solaire, soit avoir épuisé leur réserve de glace à l'issue de leurs passages répétés près du Soleil. Pour résoudre ce paradoxe, Oort, en s'appuyant sur un échantillon de comètes à longue période dont l'orbite est connue avec une relative précision, postule en 1950 que la forme de l'orbite de ces petits corps est récente et qu'ils ont passé la majeure partie de leur existence dans une région de l'espace de forme sphérique située à très grande distance du Soleil, entre 40 000 et 150 000 au (soit entre 0,6 et 2,5 années-lumière). Situées aux limites de la sphère d'influence gravitationnelle du Soleil, ces comètes seraient soumises à des perturbations d'origine stellaire ou galactique, susceptibles de les expulser soit vers l'extérieur, soit vers l'intérieur, donnant lieu dans ce dernier cas à l'apparition d'une nouvelle comète. Ce « réservoir » de comètes, baptisé nuage de Oort du nom de son découvreur, contiendrait une quantité gigantesque de petits planétesimaux glacés.
Le modèle de Jan Oort est raffiné dans les années 1980, notamment par l'Américain Jack Hills. Celui-ci estime que, compte tenu de la position proposée du réservoir de comètes aux marges du système solaire et de l'influence gravitationnelle des étoiles voisines et de la marée galactique, le nuage de Oort aurait dû se vider de son contenu depuis la formation du système solaire. Il propose donc que le réservoir principal des comètes à longue période se situe beaucoup plus près du Soleil, à environ 20 000 au de celui-ci. Baptisé nuage de Hills (ou nuage de Oort interne), ce réservoir réapprovisionnerait régulièrement le nuage de Oort externe, dont la population serait beaucoup plus réduite.

### Ère spatiale et observationsin situ
L'acquisition de données scientifiques sur les comètes ne peut se faire à distance pour une grande partie d'entre elles. En effet, la taille du noyau cométaire très réduite (diamètre généralement inférieur à 20 kilomètres) et la présence d'une chevelure ne permettent pas de collecter des données suffisamment précises à l'aide de télescopes. Il est donc nécessaire d'envoyer des engins spatiaux à leur rencontre. Ce type de mission spatiale doit surmonter deux difficultés. D'une part, l'orbite d'une comète très elliptique leur confère une vitesse très élevée à proximité du Soleil, par ailleurs souvent rétrograde, ce qui rend très difficile la synchronisation de l'orbite de l'engin spatial et de la comète. Pour cette raison, toutes les missions ont effectué un simple survol très court à une vitesse relative atteignant plusieurs dizaines de kilomètres par seconde, à l'exception de Rosetta qui s'est placée en orbite autour d'une comète relativement lente car à très courte période. Une autre source de difficultés est constituée par le nuage de particules qui entourent le noyau et qui sont animées d'une très grande vitesse. Malgré leur petite taille, cette vitesse se traduit par une énergie cinétique qui peut endommager l'engin spatial et ses instruments.
L'étude des comètes progresse considérablement durant l'ère spatiale, grace à l'envoi de dix missions spatiales à la rencontre de comètes, dont quatre permettent des percées scientifiques notables.

#### ICE(1985): premier survol d'une comète
La première mission spatiale survolant une comète n'est à l'origine pas dédiée à cette d'étude. ISEE 3 est un petit engin spatial développé conjointement par l'Agence spatiale européenne (ESA) et la NASA et lancé  en 1978 pour étudier les interactions entre le vent solaire et la magnétosphère terrestre. Après quatre ans de fonctionnement, la NASA décide d'affecter la sonde spatiale à une nouvelle mission (baptisée ICE), dont l'objectif est l'observation de la comète Giacobini-Zinner. Après avoir effectué plusieurs manœuvres, la sonde spatiale passe à 7 800 kilomètres du noyau cométaire le 11 septembre 1985. Elle est dépourvue de caméras, mais ses instruments lui permettent de caractériser les particules, les champs et les ondes lors de sa traversée de la queue de plasma.

#### Giotto(1985-1992): première observation du noyau cométaire

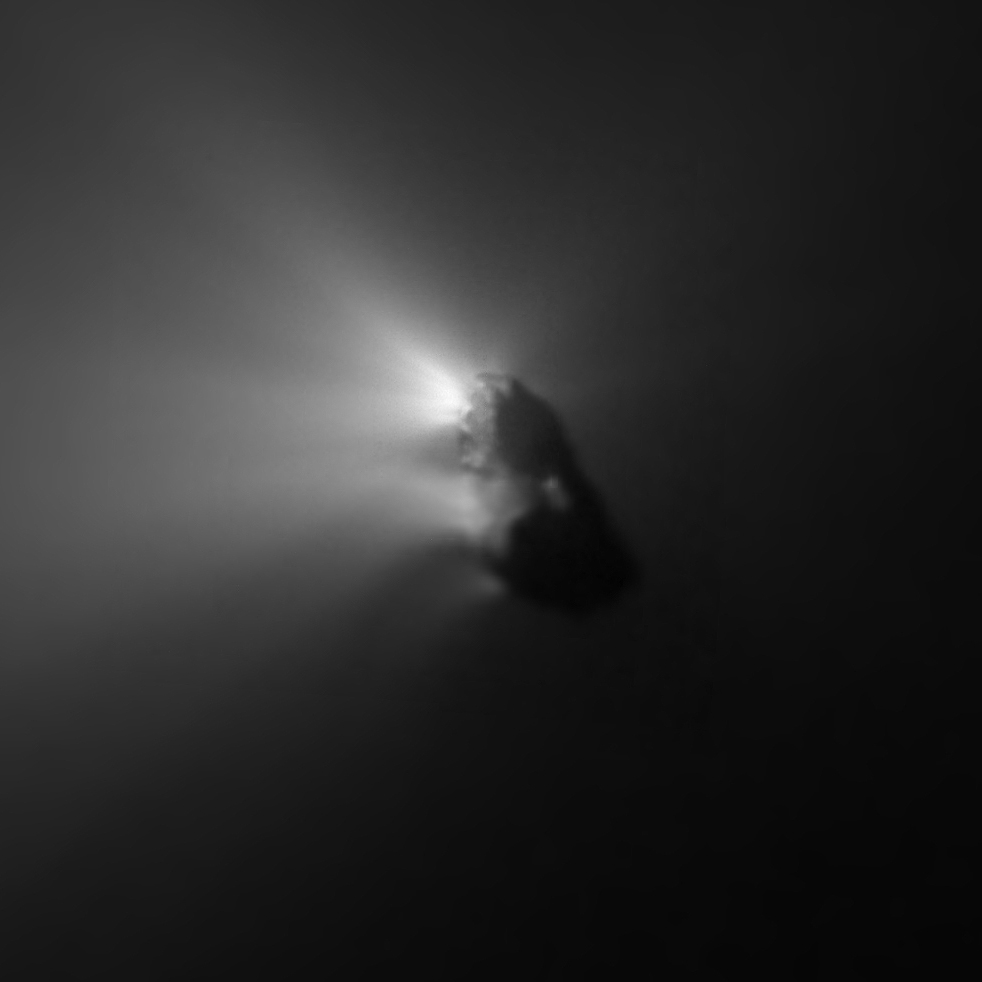
Photo de la comète de Halley prise par la sonde spatiale Giotto alors qu'elle survole la comète à une distance de 2000 kilomètres.

À la fin des années 1970, alors que les missions spatiales Pioneer et Voyager de la NASA achèvent la première étude in situ des lointaines planètes du système solaire externe (Jupiter, Saturne...), les petits corps du système solaire (astéroïdes, comètes, Pluton) deviennent la « Nouvelle Frontière » de l'exploration spatiale. À l'époque, peu de données ont pu être collectées sur le noyau des comètes. Celui-ci est trop petit pour être observé avec un télescope lorsqu'il est loin du Soleil, et est masqué par sa chevelure lorsqu'il s'en approche. La présence même d'un noyau cométaire solide reste à confirmer, tandis que sa taille, sa forme, sa composition et les processus à l'origine de sa chevelure et de ses queues restent méconnus. Le passage près du Soleil de la comète de Halley, bien connue et très active, qui doit avoir lieu en 1986, mobilise les principales agences spatiales (soviétique, japonaise, américaine et européenne), qui décident de lancer à sa rencontre plusieurs sondes spatiales pour la première étude in situ d'un noyau cométaire. Dans cette flotte d'engins spatiaux, Giotto doit effectuer les principales investigations. C'est initialement une mission conjointe de l'Agence spatiale européenne (ESA) et de la NASA, mais cette dernière, confrontée à des difficultés financières, abandonne le projet et l'ESA décide de développer seule la sonde spatiale, qui constitue la première véritable mission de l'agence dans l'espace interplanétaire.
Les sondes jumelles soviétiques Vega 1 et Vega 2 ainsi que les engins spatiaux japonaises Sakigake et  Suisei, qui avec Giotto constituent cette armada de Halley, survolent en mars 1986 à une semaine d'intervalle le noyau cométaire à des distances variables et collectent des informations scientifiques de grande valeur. Mais c'est la sonde spatiale Giotto, particulièrement bien équipée en instruments scientifiques, qui collecte les données les plus intéressantes. Lancée en juillet 1985, elle survole le noyau de la comète en mars 1986 à une distance de 596 kilomètres. Les impacts des poussières, malgré leur petite taille, sont très violents car la vitesse relative durant ce survol est de 68 km/s. La sonde spatiale, à la suite d'un choc plus violent, tournoie pendant quelques secondes avant de reprendre le contrôle de son orientation. Sa moisson scientifique est particulièrement fructueuse : premières photos du noyau d'une comète (elles permettent d'estimer sa taille et sa forme), découverte de puissants jets de gaz et d'un albédo très faible, détermination de la composition chimique des gaz éjectés et des caractéristiques des poussières.
Après l'armada de Halley, il s'écoule une quinzaine d'années sans qu'aucune mission spatiale consacrée spécifiquement à l'étude des comètes ne soit lancée. Le tournant du xxe siècle se caractérise par un renouveau dans le domaine. En quelques années, quatre missions ayant pour objectif l'observation in situ des comètes sont lancées : Deep Space 1 (1998), Stardust (1999), Rosetta (2004) et Deep Impact (2005).

#### Stardust(1999-2011): remise en question du processus de formation

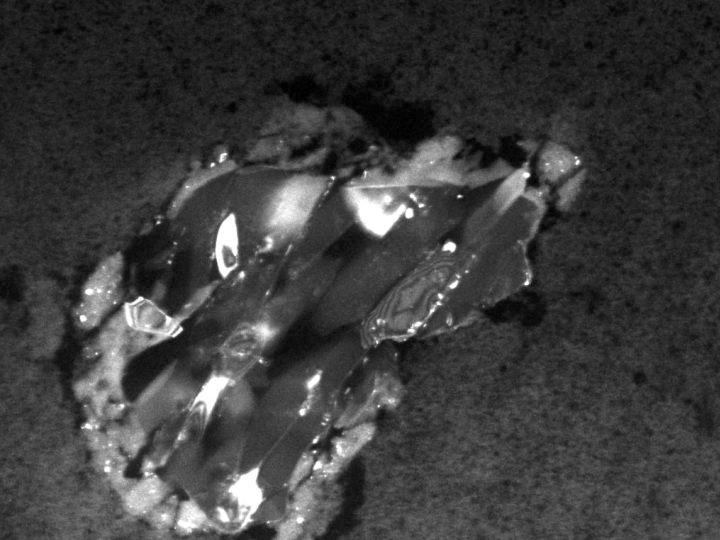
Une minuscule particule de roche collectée par Stardust et ramenée sur Terre. Composée de forstérite, un type d'olivine, elle n'a pu se former qu'à haute température, donc près du Soleil.

La mission Stardust est développée par l'agence spatiale américaine, la NASA, dans le but de ramener sur Terre des échantillons de la chevelure d'une comète afin de pouvoir les analyser avec les instruments les plus puissants disponibles dans les laboratoires. L'enjeu scientifique est considérable. La théorie qui fait consensus à l'époque est que les comètes ont, dès le début de la formation du système solaire, échappé aux transformations subies par les autres corps. En mettant la main sur les matériaux de la comète, les scientifiques espèrent à la fois disposer d'informations sur la matière originelle ayant formé le système solaire (et donc sur la composition d'autres étoiles d'où elle provient) et obtenir indirectement des informations clés permettant de reconstituer le processus de formation du système solaire.
La collecte des échantillons est un succès. La sonde spatiale traverse en 2004 la chevelure de la comète 81P/Wild 2 et parvient à recueillir de minuscules grains de poussière, malgré la vitesse relative très élevée, grâce à un système de capture rempli d'aérogel. Après leur retour sur Terre dans une capsule, les grains de poussière analysés mettent en évidence un processus de formation qui contredit complètement les hypothèses scientifiques. Les poussières sont constituées notamment de chondres et d'inclusions minérales riches en calcium et en aluminium, qui ne peuvent se former qu'à des températures très élevées qui n'existaient qu'à proximité immédiate du Soleil. Ce constat remet en question l'absence d'altération des matériaux des comètes durant le processus de formation du système solaire. Prenant en compte ces données, la nouvelle théorie est que les comètes se sont bien formées loin du Soleil (au-delà de Neptune) mais qu'elles ont agrégé la glace trouvée sur place et des roches qui ont été transportées depuis le système solaire interne. Le processus à l’œuvre dans ce déplacement reste à définir précisément. Les chercheurs trouvent néanmoins également, dans les échantillons ramenés par la mission, des poussières provenant d'autres étoiles non transformées qu'ils identifient grâce à leur composition isotopique inhabituelle. Enfin, alors que les scientifiques s'attendaient à ce que le noyau présente une surface pratiquement dépourvue de relief, les photos prises par la sonde spatiale durant le survol montrent un paysage très accidenté comprenant des falaises, des cavités d'un kilomètre de diamètre et des pics de plusieurs centaines de mètres. Après avoir mené à bien sa mission principale, la sonde spatiale est redirigée vers une deuxième comète, Tempel 1, qu'elle survole en février 2011 en passant à 190 km de son noyau. Ses observations permettent de compléter celles sur les conséquences de l'impact artificiel déclenché par la mission Deep Impact (voir paragraphe suivant).
La récupération in situ n'est pas l'unique moyen de récupérer de la matière cométaire. La Terre traverse continuellement divers nuages de poussières stellaires, notamment de la matière cométaire lorsque l'orbite de la Terre coïncide avec le sillage d'une comète. C'est ainsi que depuis 1982, la NASA récupère, à l'aide d'avions pouvant voler à haute altitude, de la poussière cométaire.

#### Deep Impact(2005-2013): la structure interne du noyau dévoilée

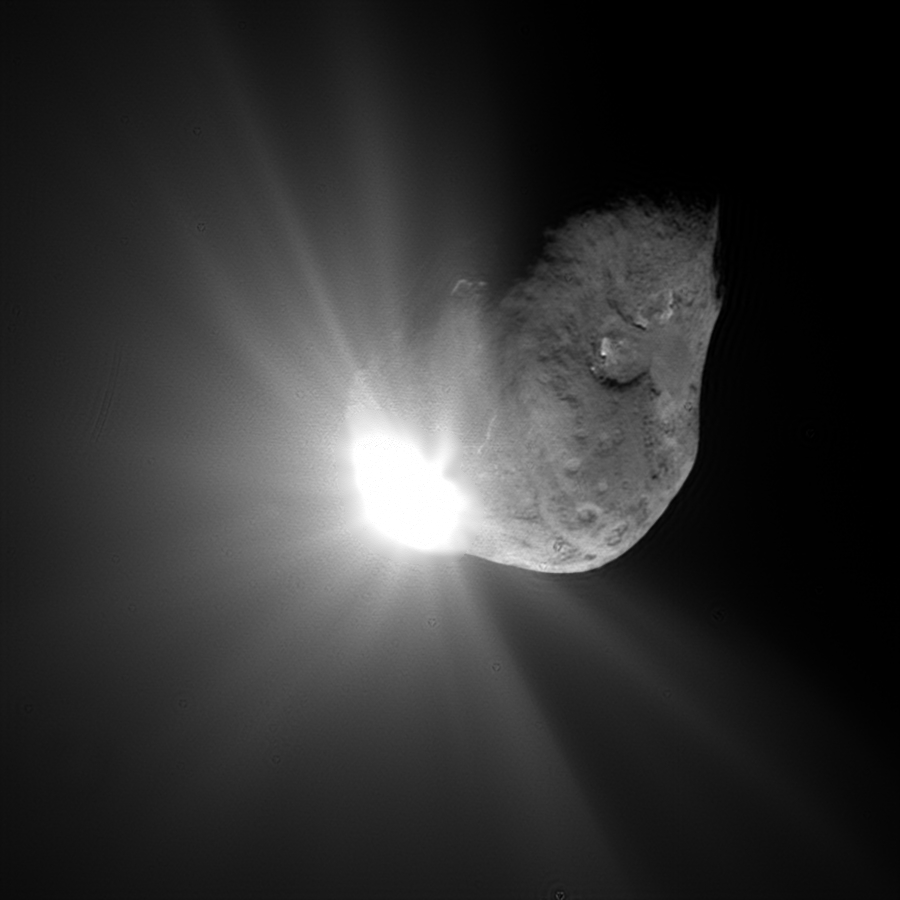
Image en haute définition prise par la sonde spatiale Deep Impact 67 secondes après l'impact.

Au début des années 2000, plusieurs sondes spatiales ont pu effectuer des observations d'un noyau cométaire en le survolant, mais les caractéristiques de sa structure interne restent incertaines. La NASA décide de développer une mission spatiale à cout réduit destinée à étudier celle-ci en créant un cratère artificiel dévoilant le sol sous-jacent. La sonde spatiale Deep Impact est lancée le 12 janvier 2005. Arrivée le 4 juillet 2005 à portée de la comète 9P/Tempel 1, elle éjecte un impacteur de 370 kilogrammes. Celui-ci percute sa surface à une vitesse de 10 km/s, dégageant une énergie considérable (4,5 tonnes équivalent en TNT). L'impact soulève un nuage de matériau de forme conique qui continue à s'élever pendant une heure. Les photos prises par la mission Stardust six ans plus tard révèlent qu'un cratère de 150 mètres de diamètre s'est formé et la quantité de matériau expulsé est estimée à 1 000 tonnes. La comparaison des proportions de poussière et de vapeur d'eau démontre que Tempel/1 est plus une boule de poussière glacée qu'une boule de neige sale. Par ailleurs, la densité, déduite de la vitesse avec laquelle le cône de débris s'est soulevé, est évaluée à 0,6, donc nettement inférieure à celle de l'eau. Les scientifiques en déduisent que le noyau cométaire est largement constitué de cavités. Les observations spectrales des éjectas réalisées par l'observatoire spatial infrarouge Spitzer permettent d'identifier à la fois des matériaux issus de la nébuleuse à l'origine du système solaire, qui n'ont pas été transformés, et des silicates, qui n'ont pu se former qu'à une température de 700 °C donc à proximité du Soleil. Pour la première fois, des plaques de glace d'eau sont observées à la surface d'un noyau cométaire. L'absence de dégazage consécutif à l'impact, alors que la comète se situait à proximité de son périhélie, tend à prouver que les impacts des météoroïdes ne peuvent provoquer ce type de phénomène.

#### Rosetta(2004-2015): première étude détaillée d'une comète

La mission Rosetta est la première à se placer en orbite autour d'une comète, un exercice très difficile compte tenu de la vitesse orbitale de ces corps célestes. Légende :
1. Mars 2004 : lancement de Rosetta ;
2. Mars 2005 : 1re assistance gravitationnelle de la Terre ;
3. Février 2007 : assistance gravitationnelle de Mars ;
4. Novembre 2007 : deuxième assistance gravitationnelle de la Terre ;
5. Septembre 2008 : survol de l'astéroïde Šteins ;
6. Novembre 2009 : 3e et dernière assistance gravitationnelle de la Terre ;
7. Juillet 2010 : rendez-vous avec l'astéroïde (21) Lutetia ;
8. Juillet 2011 : mise en sommeil de la sonde ;
9. 20 janvier 2014 : réactivation de la sonde ;
10. Août 2014 : mise en orbite autour de la comète 67P/Tchourioumov-Guérassimenko ;
11. Novembre 2014 : atterrissage de Philae à la surface de la comète ;
12. Août 2015 : fin de la mission.

Rosetta  est une des quatre missions pivot sélectionnées en 1985 par l'Agence spatiale européenne (ESA) pour son programme scientifique Horizon 2000, qu'elle vient de mettre sur pied. L'objectif en est d'étudier une comète et de ramener sur Terre un échantillon de ce corps primitif. Les scientifiques estiment à l'époque que, contrairement aux astéroïdes, la comète est restée pratiquement inchangée depuis la formation du système solaire. Les données collectées devraient permettre d'obtenir des informations clé sur la formation du système solaire. La mission est d'emblée un projet conjoint ESA-NASA, mais en 1993 l'agence spatiale américaine, confrontée à des restrictions budgétaires, met fin à sa participation. Par la suite, le retour d'un échantillon sur Terre, trop couteux, est abandonné. Le nouveau scénario prévoit désormais que la sonde spatiale se mette en orbite autour d'une comète et l'accompagne durant son approche du Soleil. Un ou deux petits atterrisseurs doivent se poser à la surface du noyau cométaire pour effectuer des mesures in situ.
La sonde spatiale européenne est lancée le 2 mars 2004 et, après avoir survolé les astéroïdes Šteins (5 septembre 2008) et Lutetia (10 juillet 2010), se met en hibernation. Elle se met en orbite à 100 km autour de la comète 67P/Tchourioumov-Guérassimenko dix ans après son lancement, le 6 août 2014, ce qui constitue une première technologique. Les images de haute définition sont transmises, révélant de nombreux détails de l'astre. Philae, un petit atterrisseur, se pose sur son noyau le 12 novembre 2014. Elle permet pour la première fois d'observer l'éveil de l'activité cométaire au fur et à mesure de son approche du Soleil et d'étudier de manière détaillée la morphologie du noyau, le processus de sublimation et la composition de la surface du noyau cométaire et de la chevelure.

#### Comet Interceptor(lancement prévu en 2029): première observation d'une comète à longue période
L'Agence spatiale européenne prévoit de lancer en 2029 la sonde spatiale Comet Interceptor, qui doit étudier en la survolant une comète à longue période ou éventuellement, même si la probabilité est plus faible, un objet provenant d'un autre système solaire. Il s'agit d'une première car, jusque-là, toutes les comètes observées par des missions spatiales étaient des comètes à courte période qui avaient effectué auparavant plusieurs passages près du Soleil et qui aveint été partiellement transformées par ces passages dans le système solaire interne. L'objectif scientifique de Comet Interceptor est de collecter des données sur le matériau à l'origine la formation du système solaire et de fournir ainsi de nouvelles données sur son déroulement et sur les matériaux de la nébuleuse solaire. La sonde spatiale doit être placée au point de Lagrange L2 en position d'attente. Des moyens d'observation terrestres puissants, comme l'observatoire terrestre Vera Rubin (ex LSST), qui doit entrer en service en 2025, seront utilisés pour identifier une cible et mesurer son orbite suffisamment à l'avance pour que la sonde spatiale puisse se placer sur une trajectoire d'interception avant que l'objet céleste ne s'approche du Soleil.
| Mission            | Agence spatiale                           | Date de lancement | Comète survolée             | Type de comète                                         | Date de survol | Principales caractéristiques de la mission |
| ------------------ | ----------------------------------------- | ----------------- | --------------------------- | ------------------------------------------------------ | --- | --- |
| ICE                | NASA/ ESA                                 | août 1978         | Giacobini-Zinner            |                                                        | septembre 1985 | |
| Vega 1 et 2        | URSS                                      | décembre 1984     | Halley                      | Comète active de courte période (75 ans)               | 1986 | Survol à une distance de 8 000 km. |
| Giotto             | ESA                                       | juillet 1985      | Halley                      | Comète active de courte période (75 ans)               | 1986 | Première photo d'un noyau cométaire |
| Sakigake et Suisei | ISAS                                      | 1985              | Halley                      | Comète active de courte période (75 ans)               | 1986 | |
| Deep Space 1       | NASA                                      | octobre 1998      | Braille                     |                                                        | 1999 | |
| Deep Space 1       | NASA                                      | octobre 1998      | Borrelly                    |                                                        | 2001 | |
| Stardust           | NASA                                      | février 1999      | Wild 2                      |                                                        | 2004 | Ramène sur Terre un échantillon de la chevelure de la comète. |
| Stardust           | NASA                                      | février 1999      | Tempel 1                    |                                                        | 2011 | Mission secondaire. |
| Deep Impact        | NASA                                      | janvier 2005      | Tempel 1                    | 2005                                                   | Lance un impacteur sur la comète qui creuse un cratère de 300 mètres, permettant d'observer la structure interne de la comète. | |
| Deep Impact        | NASA                                      | janvier 2005      | Hartley 2                   |                                                        | 2010 | Mission secondaire |
| Rosetta            | ESA                                       | Mars 2004         | Tchourioumov- Guérassimenko |                                                        | 2014 | Première mise en orbite autour d'une comète. Analyse détaillée de la morphologie de la surface et de la composition chimique du noyau et de la chevelure. Observation du processus de sublimation. |
| Missions prévues   |                                           |                   |                             |                                                        | | |
| Tianwen 2          | Académie chinoise de technologie spatiale | 2026              | Elst-Pizarro                | Comète présentant des caractéristiques d'un astéroïde. | 2032 | Mission secondaire. |
| Comet Interceptor  | ESA                                       | 2029              | Définie après le lancement. | Comète à longue période.                               | Définie après le lancement. | Sonde spatiale positionnée au point de Lagrange L2 à l'affût d'une comète répondant au cahier des charges.                                                                                         |

## Observation
La découverte et le suivi de l'évolution de la trajectoire des comètes sont effectuées par des astronomes professionnels et amateurs. Les observations sont recueillies selon un processus normalisé par le Centre des planètes mineures, un organisme financé par la NASA, géré par le Smithsonian Astrophysical Observatory et placé sous la supervision de la division F de l'Union astronomique internationale. Cette organisation est chargée de collecter toutes les observations des objets mineurs du système solaire, d'effectuer les vérifications et certains calculs et de diffuser les données astrométriques résultantes.

### Programmes d'observation
Depuis le début des années 2000, plusieurs programmes de recensement des objets mineurs à l'aide de télescopes terrestres sont à l'origine de la majeure partie des découvertes de comètes : sur une période allant de mai 2018 à mai 2019, 51 nouvelles comètes ont été observées, dont au moins 36 dans le cadre de relevés astronomiques systématiques (16 par le programme Pan-STARRS, 9 par ATLAS, 4 par Lemmon, 5 par Catalina en incluant les découvertes de l'astronome Africano, 1 par LINEAR). Les observations ont également permis cette année-là de confirmer le caractère périodique de 13 comètes qui effectuaient leur deuxième passage près du Soleil ayant donné lieu à une observation. Le nombre et la précocité des découvertes devraient s'accroitre avec la mise en service au Chili de l'observatoire terrestre Vera-C.-Rubin, qui dispose d'un miroir primaire d'un diamètre de 8,4 mètres et d'un détecteur de très grande dimension (3 000 mégapixels). Ces caractéristiques lui permettent  de photographier l'ensemble du ciel visible depuis l'hémisphère sud en un peu plus de trois jours. Le télescope est optimisé pour la détection des phénomènes transitoires (variation de luminosité ou changement de position), ce qui est idéal pour la détection des comètes. Cet instrument devrait permettre d'accroitre les probabilités de découvertes précoces de nouveaux corps cométaires à longue période, qui sont aujourd'hui détectés trop tard pour permettre à une sonde spatiale de les survoler.
Les observatoires spatiaux consacrés à l'étude du Soleil qui orbitent autour du point de Lagrange L1 sont placés dans une position privilégiée pour identifier et observer de nouvelles comètes dont la trajectoire passe très près du Soleil. Ces comètes dites rasantes ne deviennent lumineuses que près du Soleil lorsqu'elles sont généralement détruites par ce passage à trop faible distance. Mais, masquées par l'éclat du Soleil, elles ne sont visible que durant les éclipses du Soleil ou à l'aide d'instruments équipés d'un coronographe comme les deux observatoires spatiaux suivants positionnés au point de Lagrange L1 : 
- l'observatoire européen SoHO (Solar and Heliospheric Observatory), lancé le 2 décembre 1995, a permis d'identifier 1 200 comètes  rasantes (début 2007) ;
- les satellites jumeaux de la mission américaine STEREO (Solar TErrestrial RElations Observatory), lancés le 25 octobre 2006, ont permis, comme SoHO, la découverte de nombreuses comètes rasantes.

### Désignation
Avant la découverte en 1705 par Edmond Halley du caractère périodique de la comète portant son nom, ces petits corps du Système solaire étaient considérés comme des phénomènes isolés, uniques et non périodiques. Aussi les comètes ne portaient pas de nom. Par la suite, certaines comètes historiques, spectaculaires et aisément visibles à l'œil nu, n'ont reçu aucun nom officiel et sont simplement désignées comme grande comète, comme la grande comète de 1811.
Le nom d'une comète est à l'époque contemporaine attribué officiellement par une commission de l'Union astronomique internationale, dont le siège est à Washington. Le nom d'une comète comprend le nom de son ou de ses découvreur(s) (jusqu'à trois noms maximum). Dans le cas des comètes Halley, Encke ou Lexell, il s'agit du nom des personnes qui ont déterminé la périodicité de ces astres. Quelques comètes sont nommées d'après le lieu de leur découverte (la comète C/2007 N3 (Lulin)) et un nombre de plus en plus important reçoit le nom d'un programme de recensement automatique des objets mineurs, comme Pan-STARRS, LINEAR ou NEAT, ou bien de l'observatoire spatial l'ayant détecté, comme SoHO.

#### Convention de désignation provisoire
En plus du nom, les comètes reçoivent une référence officielle qui respecte une norme qui a évolué en 1995 :
1. Une lettre servant à identifier le type de comète : « C » indique une comète à longue période (supérieure à 200 ans ou, en pratique, plutôt à environ 30 ans[réf. souhaitée]) ou non périodique ; « P » indique une comète à courte période (inférieure à 200 ans ou, en pratique, plutôt à environ 30 ans) ainsi que les comètes observées à au moins deux périhélies (lesquelles reçoivent une désignation permanente constituée d'un numéro suivi de « P ») ; « D » est utilisée pour les comètes perdues ou qui n'existent plus (« détruite ») ; « X » désigne une comète dont l'orbite n'a pu être calculée ; enfin « A » désigne une planète mineure erronément annoncée comme comète (ce qui ne s'est produit qu'une seule fois, avec 1I/ʻOumuamua), ou un objet inactif à l'orbite quasi parabolique ou hyperbolique (voir objet A/) ;
2. L'année de la découverte ;
3. Une lettre majuscule correspondant à la quinzaine du mois de la découverte (voir tableau) ;

1. Un chiffre précisant l'ordre chronologique de découverte durant cette quinzaine ;
2. Le nom du (ou des) découvreur(s) (astronome ou programme d'observation) ;
3. Lorsque plusieurs comètes portent le nom d'un même découvreur, un numéro est parfois ajouté pour les différencier (comète Hartley 2 par exemple). Les programmes d'observation systématique qui désormais réalisent la majorité des découvertes font que ce chiffre est souvent renseigné.

Exemple : dans le cas de la comète C/1995 O1 Hale-Bopp, « C/ » indique qu'il s'agit d'une comète à longue période (éventuellement non périodique), « 1995 » indique l'année de sa découverte, « O » indique qu'elle a été découverte au cours de la deuxième quinzaine de juillet, « 1 » signifie qu'il s'agit de la première comète découverte au cours de cette période et « Hale-Bopp » est la contraction des noms de ses deux découvreurs, Alan Hale et Thomas Bopp.
Les comètes qui ont effectué au moins un deuxième passage observé près du Soleil venant confirmer la durée de la période reçoivent une appellation simplifiée. Ainsi la comète P/2001 J1 (NEAT), observée pour la deuxième fois en 2008, conformément aux calculs de sa période orbitale, a reçu l'appellation définitive 207P/NEAT, indiquant qu'il s'agit de la 207e comète périodique confirmée.

##### Ancienne méthode de désignation
Avant le 1er janvier 1995, les comètes recevaient une désignation provisoire constituée par l'année de la découverte suivie d'une lettre en minuscule correspondant à l'ordre de la découverte. Par exemple, 1965f est la sixième comète trouvée pendant l'année 1965. Plus tard, la désignation définitive lui était attribuée selon les critères suivants : l'année du passage au périhélie, suivie d'un numéro noté en chiffres romains indiquant l'ordre chronologique de ce passage (exemple : 1994 IV, quatrième comète passée au périhélie en 1994). Ce procédé comportait de nombreux inconvénients : la multiplication des découvertes épuisait l'alphabet. Quand on découvrait une 27e comète dans l'année, il fallait recommencer l'alphabet en faisant suivre la lettre du chiffre 1 (comme 1991a1) ; les découvertes de comètes après leur passage au périhélie rendaient difficile une désignation officielle cohérente ; les comètes à courte période multipliaient les désignations, une nouvelle étant attribuée à chacun de leurs retours.